# Confédération germanique
1815–1866
Entités précédentes :
- Confédération du Rhin
- Royaume de Prusse (en partie)
- Empire d'Autriche (en partie)

Entités suivantes :
- Confédération de l'Allemagne du Nord
- Empire d'Autriche
- Royaume de Bavière
- Royaume de Wurtemberg
- Principauté de Liechtenstein
- Grand-duché de Luxembourg
- Grand-duché de Bade
- Grand-duché de Hesse

La Confédération germanique (en allemand : Deutscher Bund ; nom officiel en français, langue du congrès de Vienne,,,) est une confédération européenne ayant existé de 1815 à 1866. Elle est formée lors du congrès de Vienne, en remplacement de la confédération du Rhin sous protectorat de Napoléon Ier. La Confédération germanique reprend en grande partie les limites du Saint-Empire romain germanique, incluant donc des populations non germanophones (notamment en Bohême et en Moravie). Restent hors de la Confédération les territoires autrichiens de Hongrie, Croatie, Slavonie, Galicie-et-Lodomérie, Lombardie-Vénétie, Dalmatie et  Transylvanie ainsi que les territoires prussiens à l'est du Brandebourg, notamment la Prusse-Orientale.
La Confédération est prévue pour être une composante importante du nouvel ordre de l'Europe ; mais son histoire est marquée par la rivalité constante entre la Prusse et l'Autriche (le « dualisme allemand »), par les avis divergents des différents États au sujet de la mise en place d'une constitution de la confédération et par les conséquences de la révolution de mars 1848.
L'acte fondateur de la confédération (Deutsche Bundesakte) est signé par 38 États : 34 principautés et 4 villes libres. Le landgraviat de Hesse-Hombourg s'y joint en 1817. Par la suite, malgré plusieurs autres adhésions, le nombre des membres diminue en raison d'échanges et d'héritages et atteint 35 en 1863. À la création, sa superficie est de 630 100 km2 et sa population de 29,2 millions d'habitants. En 1865, cette dernière atteint environ 47,7 millions d'habitants.

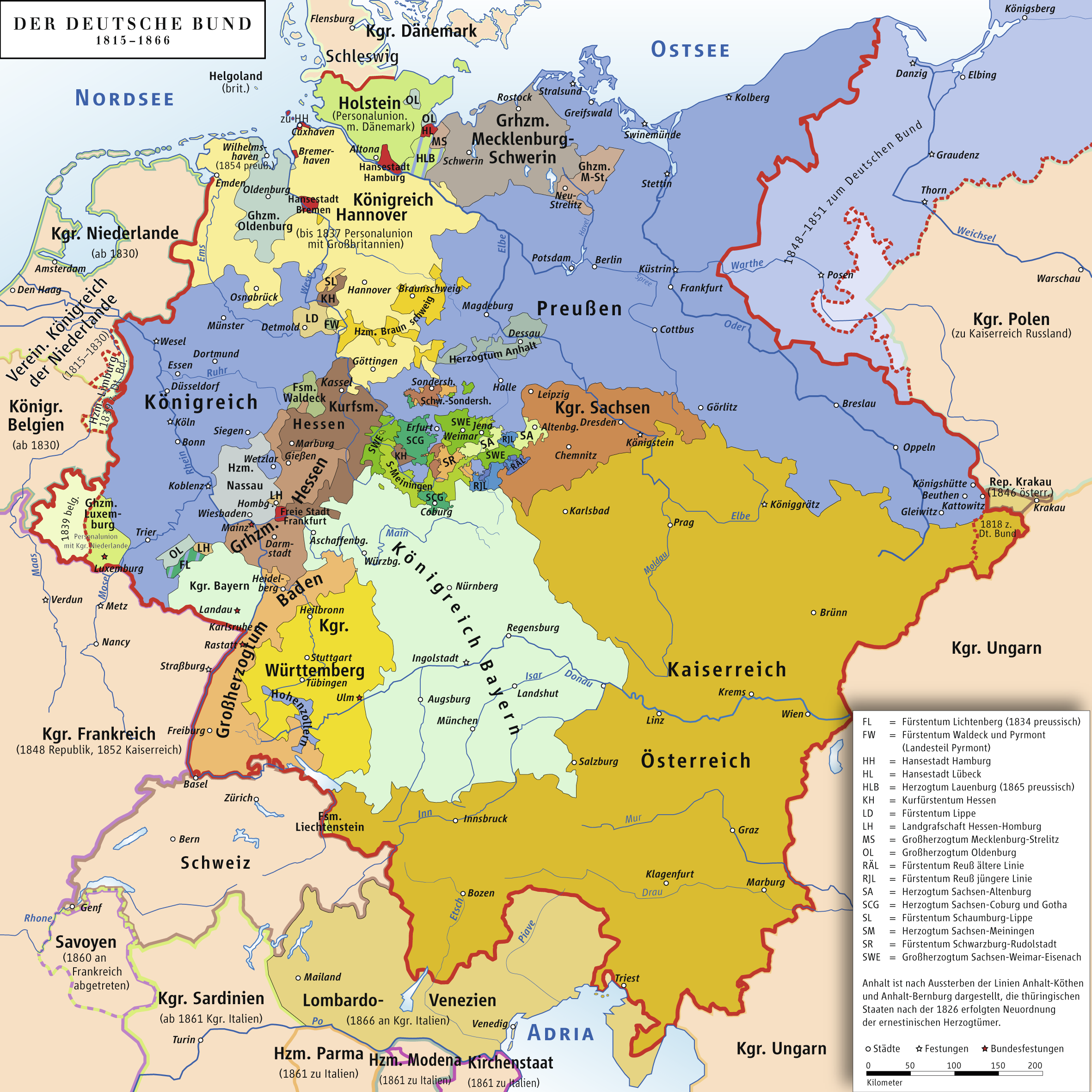
Confédération germanique de 1815 à 1866.

On peut diviser l'histoire de la confédération en plusieurs phases :
- la première s'étend de 1815 à 1848, on la désigne par les termes de « Vormärz » ou de « Restauration » ;
- la seconde correspond à la révolution de mars en 1848 et 1849, elle voit le Parlement de Francfort donner sa première constitution à l'Allemagne ; toutefois, le refus du roi de Prusse Frédéric-Guillaume IV de porter le titre d'empereur marque l'échec de cette tentative d'unification ;
- la troisième phase est l'« ère de la Réaction » (Reaktionsära) pendant laquelle les souverains allemands tentent de rétablir la situation antérieure à la révolution au moyen de la répression contre tous les mouvements d'opposition.

Le différend entre la Prusse et l'Autriche quant à la question des duchés du Schleswig-Holstein conduit à la guerre austro-prussienne en 1866 qui se solde par la défaite de l'Autriche et la dissolution de la confédération lors du traité de Prague. Elle est remplacée par la confédération de l'Allemagne du Nord.

## Création et organisation

### Les actes fondateurs

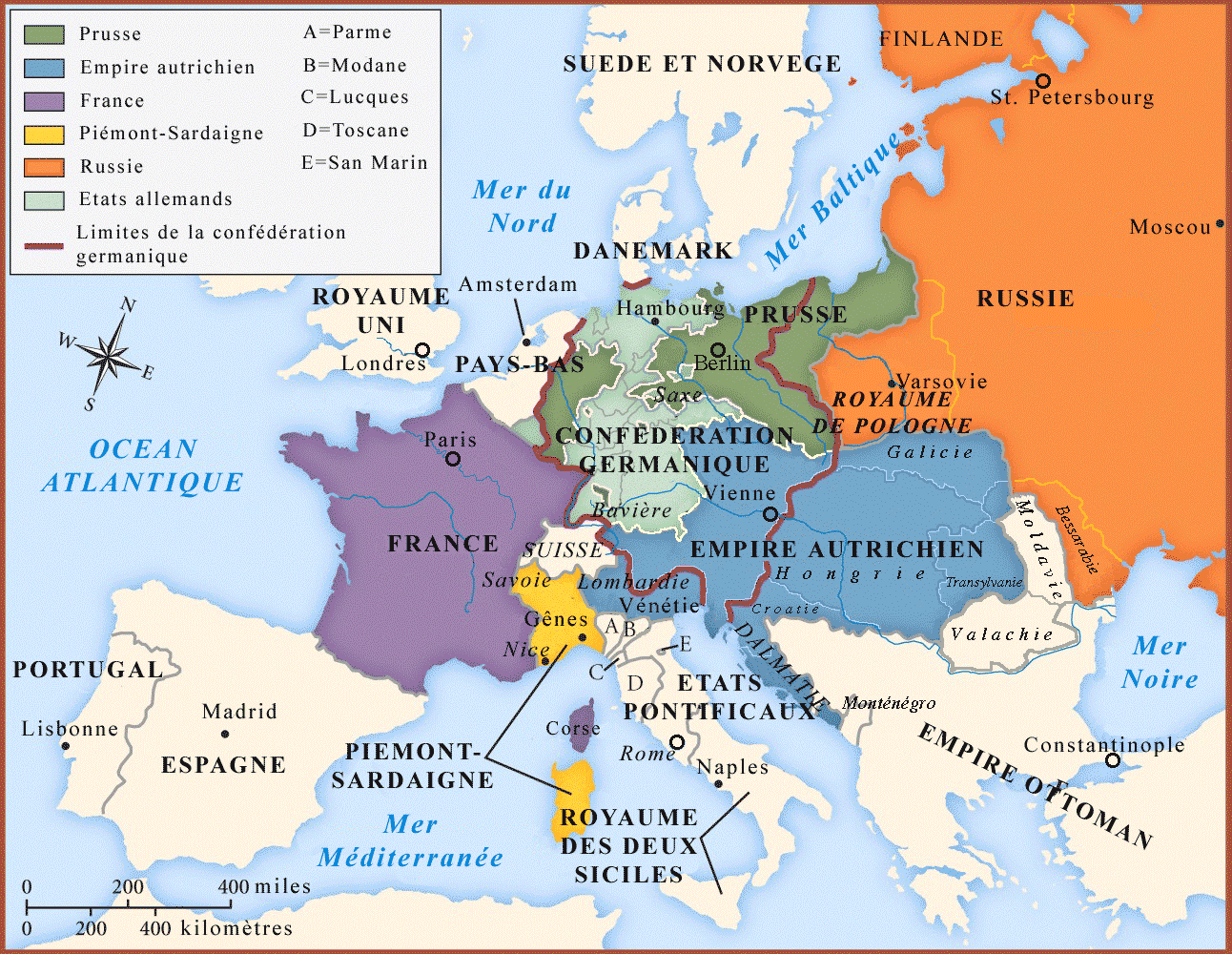
Carte de l'Europe après le congrès de Vienne.

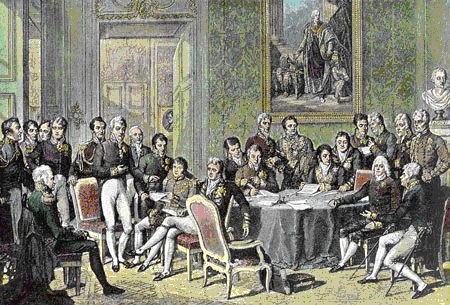
Délégués lors du congrès de Vienne, eau-forte de Jean Godefroy d'après une peinture de Jean-Baptiste Isabey.

La Confédération germanique est un des principaux résultats des négociations du congrès de Vienne qui a eu lieu de 1814 à 1815. Sa création est envisagée dès la paix de Paris du 30 mai 1814. Une clause évoque l'avenir des États allemands : ils doivent conserver leur indépendance tout en formant ensemble une fédération. Ce projet est repris par le congrès de Vienne après de longues discussions et avoir été mis en concurrence avec d'autres modèles.
Le 8 juin 1815, le Deutsche Bundesakte est signé, les bases de l'organisation internationale qu'est la Confédération germanique sont posées. Elle doit avoir un statut légal de sujet international pouvant déclarer la guerre et conclure la paix, confirmé par les accords de Vienne, puis le Bundesakte est inclus dans le texte issu des travaux du congrès ; les grandes puissances garantissent donc implicitement la confédération.
Toutefois, de nombreux compléments sont nécessaires afin de le rendre plus précis et plus complet : il faut 5 ans, ponctués d'échanges diplomatiques et de traités, tels le recès de Francfort en 1819, pour que les négociations de Vienne soient parachevées. L'accord final est signé par les États membres le 8 juin 1820 à l'unanimité. Sur le plan légal, il a la même valeur que le Bundesakte.

### Une dimension européenne
La création de la confédération doit favoriser le maintien de la paix et de l'équilibre des forces au niveau européen. Pour cette raison, la constitution militaire de la confédération est particulièrement importante. Elle prévoit la création d'une armée fédérale constituée de soldats des différents États membres, ayant pour but la défense de son territoire sans possibilité de mener une guerre d'agression.
En cas d'infraction au traité de la part d'un État membre, les puissances garantes (l'Autriche, la Prusse, la Russie, la Grande-Bretagne, la Suède, le Portugal et l'Espagne) ont le droit d'intervenir, même si le problème est interne à la confédération. Ainsi, en 1833, lorsque des suites de l'assaut de la garde à Francfort, les troupes fédérales occupent la ville, les gouvernements français et britannique, qui considèrent qu'il s'agit d'une infraction envers la garantie de la souveraineté d'un État membre, réagissent vivement.
Par le jeu des unions personnelles des souverains étrangers sont membres à part entière de la confédération. Cela renforce son intégration dans les affaires européennes. Par exemple le roi de Grande-Bretagne et d'Irlande est en même temps roi de Hanovre jusqu'en 1837, tandis que le roi du Danemark est duc Lauenburg et de Holstein, enfin le roi des Pays-Bas est Grand-duc du Luxembourg et à partir de 1839 duc du Limbourg. De plus, l'Autriche et la Prusse, tous deux membres de la confédération, possèdent une grande partie de leur territoire à l'extérieur des frontières de celle-ci. Tout cela empêche la transformation de la confédération en État-Nation.

### Structure de la confédération

#### LeBundestag
L'organe central de la confédération est le Bundestag siégeant à Francfort-sur-le-Main. Il s'agit d'une assemblée permanente constituée de représentants des différents États membres.
Il siège pour la première fois le 5 novembre 1816. Sa première mission, conformément à l'article 10 du Bundesakte, est d'écrire la constitution militaire de la confédération, c'est-à-dire décider de l'organisation de l'armée et de ses missions,,,.
Elle doit en général compléter le traité fondateur pour le rendre applicable. Cet objectif n'est que partiellement rempli, même si les accords finaux de Vienne en font un résumé qui a une valeur constitutionnelle,,,.

#### L'assemblée fédérale
L'assemblée (Bundesversammlung) peut être réunie en chambre plénière, mais il existe aussi un conseil restreint (Engerer Rat).
L'assemblée plénière
Dans l'assemblée plénière chaque État dispose de droits de vote, dont le nombre est établi en fonction de sa population. Les représentants ne sont pas élus mais nommés par leurs gouvernements respectifs. L'assemblée plénière ne se réunit cependant que très rarement. Elle n'est nécessaire que pour les questions fondamentales ou pour les réformes des institutions de la confédération. L'unanimité est requise pour voter une décision, ce qui revient à dire que chaque État dispose d'un droit de veto. Pour cette raison, le développement structurel de la confédération et l'évolution vers le centralisme est entravée,,,.
Le conseil restreint

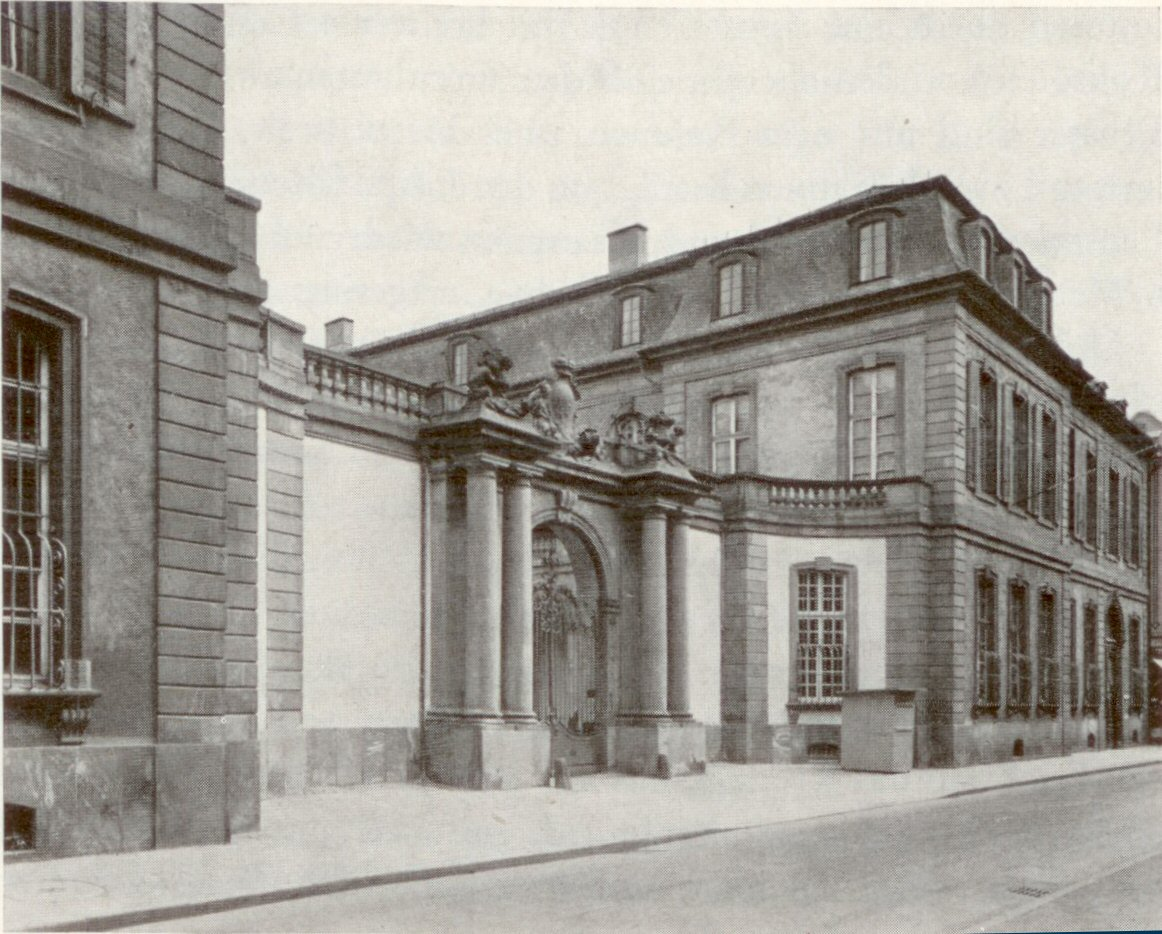
Le à Francfort, siège du parlement de la confédération

Le conseil restreint, présidé par l'Autriche, se réunit régulièrement. Les États membres se répartissent 17 voix : la Prusse, l'Autriche, la Saxe, la Bavière, le Hanovre, le Wurtemberg, Bade, Hesse-Cassel, Hesse-Darmstadt, le Lauenburg, le Holstein et le Luxembourg disposent de leur propre voix, les autres États ont seulement une partie d'une voix qu'ils se partagent, ces voix restantes sont au nombre de six. Ces répartitions évoluent régulièrement. La décision de donner une voix à certains États et pas à d'autres repose sur les bases du droit dans le Saint-Empire, ce n'est d'ailleurs pas le seul domaine où il sert d'étalon,,,.
Dans le conseil restreint les votes se décident à la majorité simple. En cas d'égalité, la voix de l'Autriche, qui préside donc le conseil, prévaut. Le droit fédéral a la priorité sur le droit étatique. Si on ne prend en compte que la répartition des voix, ni la Prusse, ni l'Autriche ne peut avoir la majorité seule dans le conseil restreint. Même uni avec l'ensemble des autres États disposant d'une voix pleine, aucun des deux ne peut prendre la majorité,,,.

#### Fédération ou confédération?
La structure de la confédération germanique n'en fait pas à première vue un élément du « système » (de) mis en place par Metternich. Au départ, les nationalistes nourrissent de bons espoirs de transformer rapidement la confédération en État-Nation. Avec le début de la restauration, ces espoirs disparaissent. Signe de ce changement de situation, l'article 13 du Bundesakte prévoit que chaque État membre se dote d'une constitution, l'Autriche et la Prusse n'en mettent pas en place avant d'y être contraintes en 1848 par la révolution,,,.
La plupart des historiens des constitutions considèrent que la confédération germanique est une fédération d'États, qui à part le Bundestag n'est doté d'aucun autre organe, toutefois sa constitution contient des éléments qui se rapprochent des attributs d'un État fédéral. Ainsi les décrets de Carlsbad de 1819 mettent en place une police fédérale stationnée à Mayence et à Francfort pour lutter contre les libéraux. Par ailleurs, le Bundestag a dans différentes commissions pris des décisions dans le domaine économique, sur l'immigration et dans d'autres domaines,,,.
On ne peut toutefois nier que la Confédération tient plus d'une union d’États souverains et n'a pas les attributs d'un État fédéral. Ainsi si les États étrangers sont représentés diplomatiquement à Francfort, la réciproque n'est pas vraie et la confédération germanique n'a pas de représentation hors de ses frontières, à quelques exceptions près. Ceci est en contradiction avec l'article 50 de l'accord final de Vienne qui prévoit une politique extérieure et la présence de diplomates à l'étranger. La Prusse et l'Autriche n'ont en fait pas intérêt à laisser à la confédération une autonomie diplomatique qui aurait mis en danger leur propre souveraineté dans ce domaine. La diplomatie reste donc le domaine réservé des grands États allemands. En outre, et toujours dans le domaine de la représentation, la confédération ne dispose pas de symbole étatique jusqu'en 1848,,,.
La structure de l'assemblée fédérale conduit à une grande lenteur du processus de décision. Dans la pratique sans accord écrit des deux grandes puissances allemandes, la confédération est incapable de décider quoi que ce soit,,,.

#### La Prusse, l'Autriche et les autres
L'histoire de la confédération de 1814 à 1866 est rythmée par les accords et les conflits entre l'Autriche, la Prusse et la « troisième Allemagne », c'est-à-dire les autres États.
Quand les deux grands travaillent de concert, la confédération est un instrument pour faire plier les petits et moyens États, en particulier quand ces derniers font preuve de libéralisme vis-à-vis des associations ou de la presse.
Les années où les deux États se montrent tout particulièrement réactionnaires et répressifs sont 1819 avec Carlsbad et 1849 après la révolution.
À l'inverse les révolutions de Juillet et de Mars respectivement en 1830 et 1848 marquent des phases de libéralisme dans les petits et moyens États, tout comme la guerre austro-prussienne.
La position prédominante des deux puissances n'est pas due à la constitution de la confédération, qui leur accorde relativement peu de pouvoir, mais aux pressions tant économiques que diplomatiques ou militaires qu'elles peuvent exercer sur les autres États.
Les deux puissances ayant de vastes territoires hors de la confédération, elles peuvent entretenir une armée plus grande que celle que la constitution militaire de 1821 prévoit contrairement aux autres États,,,.
La manière dont la confédération est organisée la préserve de toute guerre civile durant toute son existence, ce qui représente une période de paix relativement longue dans l'histoire allemande.
Pourtant aussi bien les deux grandes puissances que les États de plus petite taille, comme la Bavière, le Bade ou le Wurtemberg montrent la volonté de s'agrandir au moyen d'annexion s'il le faut.
Le pouvoir judiciaire de la confédération y est pour beaucoup.
Un règlement intérieur à la confédération (Austrägalordnung) est voté le 16 juin 1817, il vient compléter l'article XI du Bundesakte,,,.
Il prévoit la méthode pour le règlement des conflits entre membres. En premier lieu, l'assemblée doit tenter de résoudre elle-même le différend par le compromis. En cas d'échec, une juridiction doit être alors mise en place. La juridiction suprême d'un État membre peut jouer ce rôle.
La confédération ne dispose certes ni d'exécutif pour faire appliquer les décisions, ni d'une instance judiciaire permanente, toutefois a posteriori on peut attester de son efficacité,,,.
Ainsi de 1820 à 1845, pas moins de 25 plaintes sont étudiées, parmi elles des conflits commerciaux entre la Prusse et des États de Saxe-Anhalt,,,.

### L'armée de la confédération

#### Organisation
La confédération germanique, malgré sa faible intégration politique, dispose d'une armée propre. Elle est dirigée selon des principes inscrits dans la constitution militaire (Bundeskriegsverfassung). Elle prévoit le cas d'une attaque contre un État membre qui refuserait de se plier aux règles communes, on parle alors de « Bundesexekution ».
Une commission militaire fédérale, tirant son autorité de l'assemblée fédérale, organise l'armée.
En plus de ses missions vis-à-vis des membres récalcitrants, l'armée fédérale doit défendre le territoire de la confédération contre une attaque provenant de l'extérieur.
Elle est constituée de 10 corps d'armée. La Prusse et l'Autriche en fournissent 3 chacun, la Bavière 1, les autres États membres fournissent des troupes à l'un des 3 corps restants en fonction de leur population. L'armée est donc plus un conglomérat de troupes qu'une armée unifiée avec un équipement et un commandement unique.
Au total, l'armée est constituée d'environ 300 000 hommes.
Par ailleurs, la confédération possède des forteresses stratégiques : les Bundesfestungen (de), où sont stationnées des troupes en permanence. Elles se trouvent tout le long de la frontière avec la France, prêtes à se défendre contre tous nouveaux mouvements révolutionnaires (comme lors de la révolution française puis sous Napoléon) ou volonté expansionniste française (Louis XIV par exemple).
La principale forteresse est, jusqu'en 1859, celle de Mayence. Celle de Luxembourg, Landau et, après la crise du Rhin de 1840, Rastatt ainsi que Ulm viennent compléter le dispositif.
Pour entretenir les forteresses, les États membres doivent contribuer à la caisse de guerre fédérale (Bundesmatrikularkasse).
L'armée ne dispose pas d'un commandement suprême permanent. En cas de crise, le conseil restreint est chargé de former un état major.[réf. souhaitée]

#### BundesexekutionenetBundesinterventionen
Parmi les opérations militaires que mène l'armée fédérale, on peut citer celle de 1830, où sur la demande du royaume de Hanovre, elle empêche la Belgique nouvellement créée d'envahir le Luxembourg.
Après l'assaut de la garde de Francfort en 1833, les troupes autrichiennes et prussiennes fédérales stationnées à Mayence interviennent dans la ville.
Lors de la révolution de mars, elle sert plusieurs fois à lutter contre les révolutionnaires. Par exemple au début des événements, alors que le Bundestag n'est pas encore dissous, les troupes fédérales infligent la défaite aux troupes badoises de Friedrich Hecker et Gustav Struve.
En été 1848, les troupes rejoignent les forteresses fédérales sur un ordre du nouveau pouvoir central provisoire.
Durant cette période, elles sont utilisées plusieurs fois, notamment à Rastatt en juillet 1849 où soutenues par d'autres régiments prussiens, elles mettent fin à la révolution badoise.
La Bundesintervention (de) en Hesse-Cassel pour soutenir Frédéric-Guillaume Ier, souverain réactionnaire, alors isolé, contre les révolutionnaires entre 1850 et 1852 est particulièrement spectaculaire.

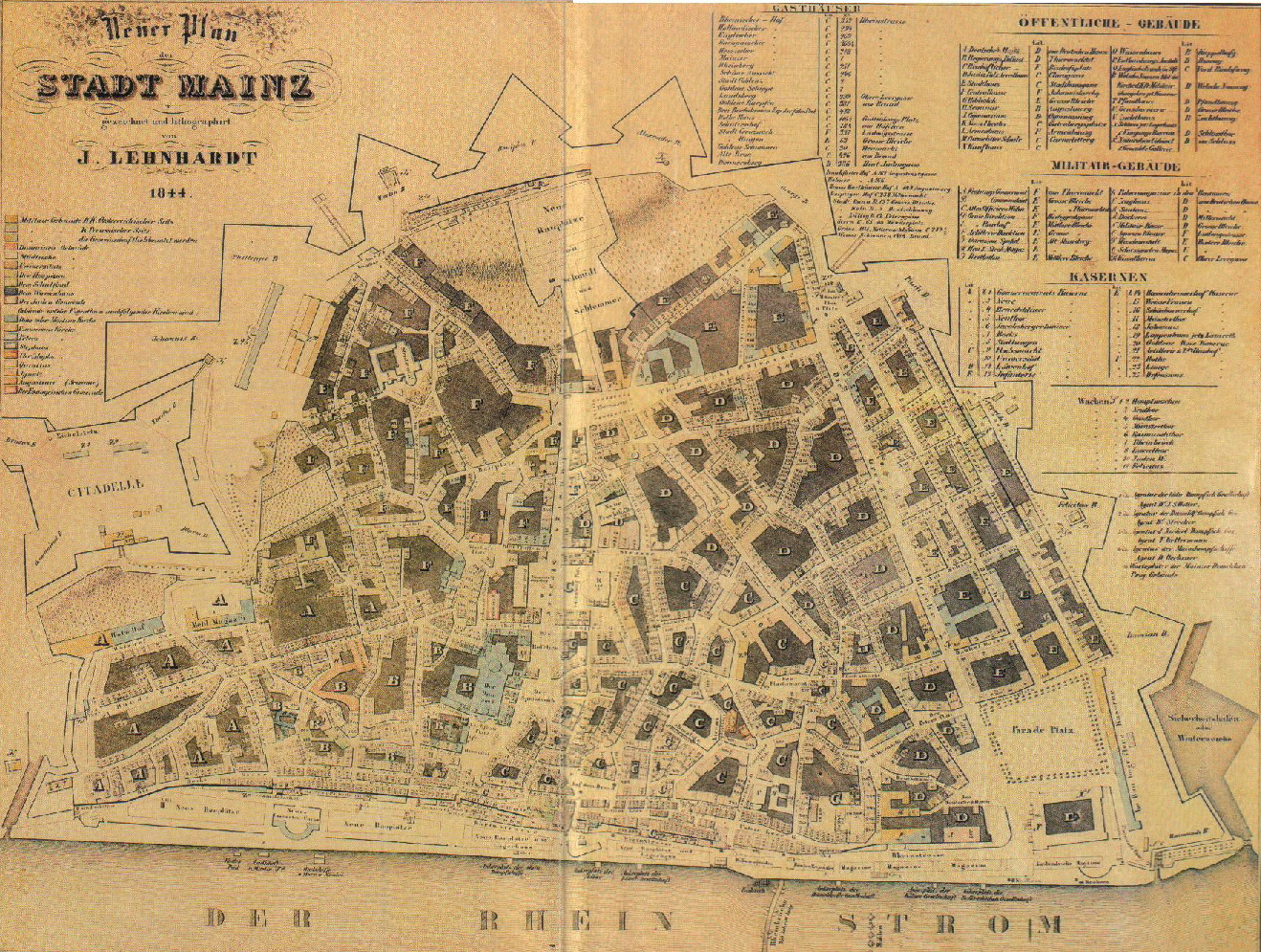
Carte de la forteresse de Mayence en 1844

La force de frappe fédérale n'est cependant pas adaptée pour lutter contre l'Autriche ou la Prusse, elle ne peut faire face que contre des États de taille petite ou moyenne.
Souvent la seule menace d'une intervention militaire suffit pour faire changer la position d'un État, comme en 1832 quand le Bade doit renoncer à une loi libéralisant la presse sous les pressions de la confédération.
L'armée fédérale joue donc un rôle important dans la répression contre le libéralisme sur son territoire.
D'un autre côté, l'armée fédérale combinée à l'hégémonie prussienne et autrichienne permet le maintien de la paix jusqu'en 1866.

## Les problèmes politiques des origines aux années 1820
Dans la politique intérieure, la confédération a une grande influence. Par exemple dans la gestion des dissensions entre monde agricole et monde industriel d'une part, nord protestant et sud catholique d'autre part, ou encore entre monarchie constitutionnelle et monarchie absolue
Un consensus n'est donc pas toujours facile à trouver. Ainsi l'article 19 du Bundesakte prévoit de débattre sur les questions d'économie, de commerce et de transport au sein de la confédération. Toutefois, aucune décision ne peut être prise.
Finalement, c'est la formation du Zollverein en 1834, qui permet d'harmoniser ces questions, mais en dehors du cadre de la confédération.
L'acte fondateur prévoit également la poursuite du mouvement d'émancipation des juifs ainsi que plus de liberté de presse, mais cela reste lettre morte.[réf. souhaitée]

### La question constitutionnelle
Avant la création de la confédération déjà des petits États allemands se dotent d'une constitution. Ce mouvement touche petit à petit également les États de taille plus grande,,,,.
Le Nassau devient constitutionnel en 1814, en 1816 c'est Schwarzbourg-Rudolstadt, Schaumbourg-Lippe, Waldeck et Saxe-Weimar-Eisenach qui font de même, suivis en 1818 par la Saxe-Hildburghausen, la Bavière et le Grand-duché de Bade, en 1819 viennent s'ajouter le Wurtemberg et Lippe-Detmold, enfin en 1820 c'est au tour de Hesse-Darmstadt.
D'autres États suivent jusqu'en 1841 avec le Luxembourg qui est le dernier à se donner une constitution durant le Vormärz,,,,.
Parfois les députés sont élus, toutefois en règle générale c'est la société d'Ancien Régime qui trouve une nouvelle expression dans les nouveaux systèmes. Ainsi la plupart des parlements disposent d'une première chambre, ou chambres de Seigneurs (Herrenhaus) constituées principalement de nobles, ainsi que de militaires et de hauts fonctionnaires, parfois également d'ecclésiastiques et d'universitaires.
Le droit de vote exclut les femmes, et à travers le suffrage censitaire les plus pauvres dans la population.
Le pouvoir de ces assemblées est fortement limité par le pouvoir de nomination et de destitution que possède en général le souverain.
Leurs domaines de compétences sont les impôts et l'ébauchage de loi, la politique budgétaire n'est de leur ressort que dans quelques États comme le Wurtemberg,,,,.
Le Bundesakte, dans son article 13, prévoit que les États membres doivent se doter d'une constitution ou au moins ouvrir les discussions. C'est l'un des points qui a été le moins respecté.
Le texte n'est en effet pas très précis, permettant de multiples interprétations qui finalement rendent cette décision plutôt volontaire qu'obligatoire.
S'agit-il d'une constitution au sens occidental du terme, ou bien les anciens parlements féodaux sont-ils suffisants? 
Jusqu'à la révolution de 1848, le conservatisme prêché par Metternich est la tendance dominante et permet de contourner la question,,,,.
Cette différence d'interprétation conduit à la division des États en 3 groupes distincts.
Tout d'abord les monarchies constitutionnelles, souvent antérieures à la confédération et dérivées des acquis de la confédération du Rhin.
Parmi elles on compte également la Bavière qui dispose d'une constitution dès 1808, retravaillée en 1815 sans toutefois entrer en application. L'année 1818 marque un tournant dans la politique constitutionnelle sur le plan fédéral et la Bavière met finalement en place cette seconde constitution.
Le Bade est également dans le même cas. Au Wurtemberg, les représentants de la noblesse font durer les négociations jusqu'en 1819,,,,.

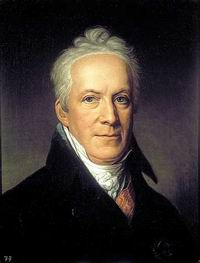
Karl August von Hardenberg

D'autres États suivent le chemin inverse, soit en maintenant l'ancien régime, soit en y revenant.
En 1821, on dénombre 21 monarchies, ainsi que les 4 villes libres qui sont régies par des patriciens, qui sont toujours organisées par un système d'ordres.
Le régime du Mecklembourg est ainsi particulièrement ancien. Dans le royaume de Saxe les règles datant du Saint-Empire restent en vigueur jusqu'en 1832.
Le royaume de Hanovre, des suites de la parenthèse du royaume de Westphalie, effectue un grand mouvement de restauration et réintroduit l'ancien régime. Brunswick et le Hesse-Cassel font de même,,,,.
L'Autriche est également particulièrement réactionnaire, avec des assemblées de nobles dans les provinces, mais sans représentation nationale, Metternich mettant tout en place pour empêcher sa formation.
Il a certes été impuissant face aux changements dans le sud de l'Allemagne, il travaille toujours pour soutenir les États qui persévèrent dans la politique de restauration.
La Prusse ne dispose pas non plus à l'époque d'une constitution. Un défi pour la diplomatie autrichienne est donc d'empêcher sa grande rivale du nord d'adopter une constitution.
En cas de succès, cela permet à l'Autriche de maintenir un équilibre entre États constitutionnels et les autres, permettant même d’espérer un retour en arrière. Dans le cas contraire, elle se retrouverait isolée, sa marge de manœuvre dans les négociations au conseil serait terriblement réduite.
Metternich s'active donc en coulisse pour empêcher la réalisation des plans du ministre prussien von Hardenberg, grand réformateur de son pays.
Pour cela, le diplomate autrichien peut s'appuyer sur la Camarilla, cette antichambre conservatrice qui exerce une grande influence sur le roi, et sur le futur Frédéric-Guillaume IV alors Kronprinz.
Le rapport de force entre partisans et opposants est tout d'abord équilibré, mais petit à petit Hardenberg et ses opinions perdent du terrain.
Son soutien à la répression qui sévit dans le royaume le dessert en fait et l'empêche de sauver ses projets de constitution en Prusse.
La révolution en Espagne de 1820 dégrade encore la situation. Hardenberg tombe finalement en disgrâce, la Prusse reste jusqu'en 1848, tout comme l'Autriche, sans constitution centrale,,,,.

### Les décrets de Carlsbad (1819)
Dans sa lutte contre le libéralisme, Metternich tente de le présenter, comme les associations étudiantes, dites « Burschenschaft », comme des dangers pour l'ordre public.
Il en prend pour preuve la fête de la Wartbourg du 18 octobre 1817, où les Burschenschaften critiquent ouvertement les États indépendants allemands, la confédération germanique et la police.
Au congrès d'Aix-la-chapelle de 1818, la politique de restauration défendue par l'Autriche fait des progrès importants notamment grâce à son rapprochement avec la Camarilla berlinoise, ensemble ils veulent réorganiser la confédération pour en faire un outil de la restauration.
Au niveau international, ils bénéficient d'un soutien important avec la Russie,.

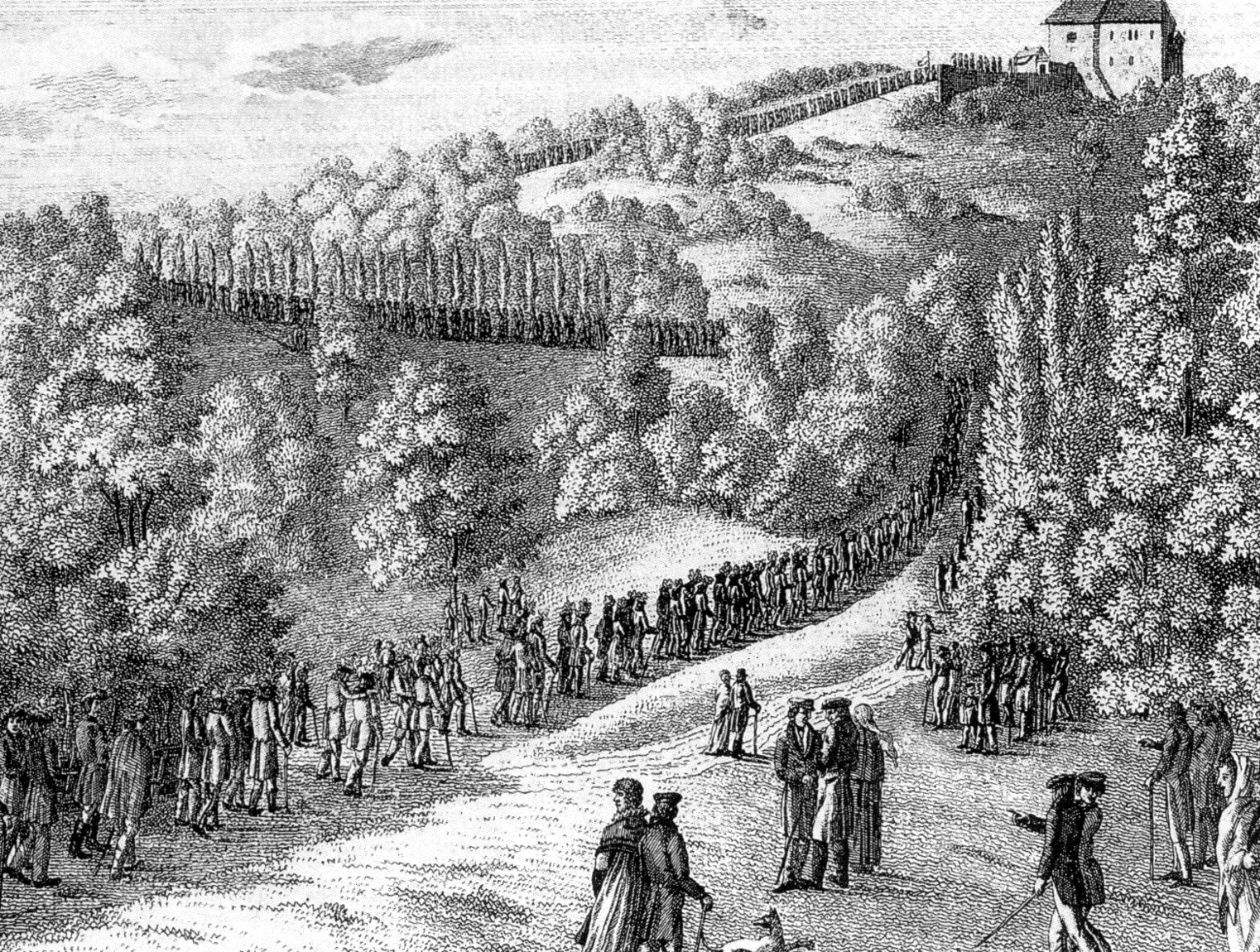
Fête de la Wartbourg en 1817

Mais Metternich obtient une véritable opportunité politique en 1819, quand le 23 mars l'étudiant membre d'une Burschenschaft Karl Ludwig Sand assassine l'écrivain August von Kotzebue.
Le ministre autrichien rencontre alors dans la foulée le roi de Prusse Frédéric-Guillaume III et Hardenberg à Teplice et y discute de ce qui devient les décrets de Carlsbad.
Avec l'aide de Friedrich von Gentz, Metternich met en place une campagne de presse qui oblige les États allemands plus libéraux, et favorables à la poursuite des mouvements pour les constitutions dans la confédération, à prendre une posture défensive devant les événements.
Ils doivent également accepter les décisions prises à Teplice,.
Ainsi du 6 au 31 août 1819 une conférence secrète se tient à Carlsbad entre les ministres des 10 plus grands États de la confédération.
Après de longs débats, ils se mettent d'accord sur le vote d'un paquet de lois fédérales de natures répressives contre l'opposition, pour l’encadrement des universités et des écoles
. Par ailleurs les Burschenschaften sont interdites, la liberté de la presse fortement réduite
.
Toutefois le chef de la diplomatie autrichienne ne parvient pas à lever les résistances de la Bavière et du Wurtemberg au sujet d'un retour à un modèle de constitution de type ancien régime dans l'ensemble des États membres.
Les autres décisions sont validées par l'assemblée fédérale très rapidement et de manière peu constitutionnelle. La constitutionnalité de la conférence est elle-même douteuse, l'article 4 du Bundesakte affirme en effet que le Bundestag est la seule assemblée apte à délibérer.
Les petits États ont donc normalement aussi le droit de participer aux discussions,.

### La réorientation réactionnaire de la confédération

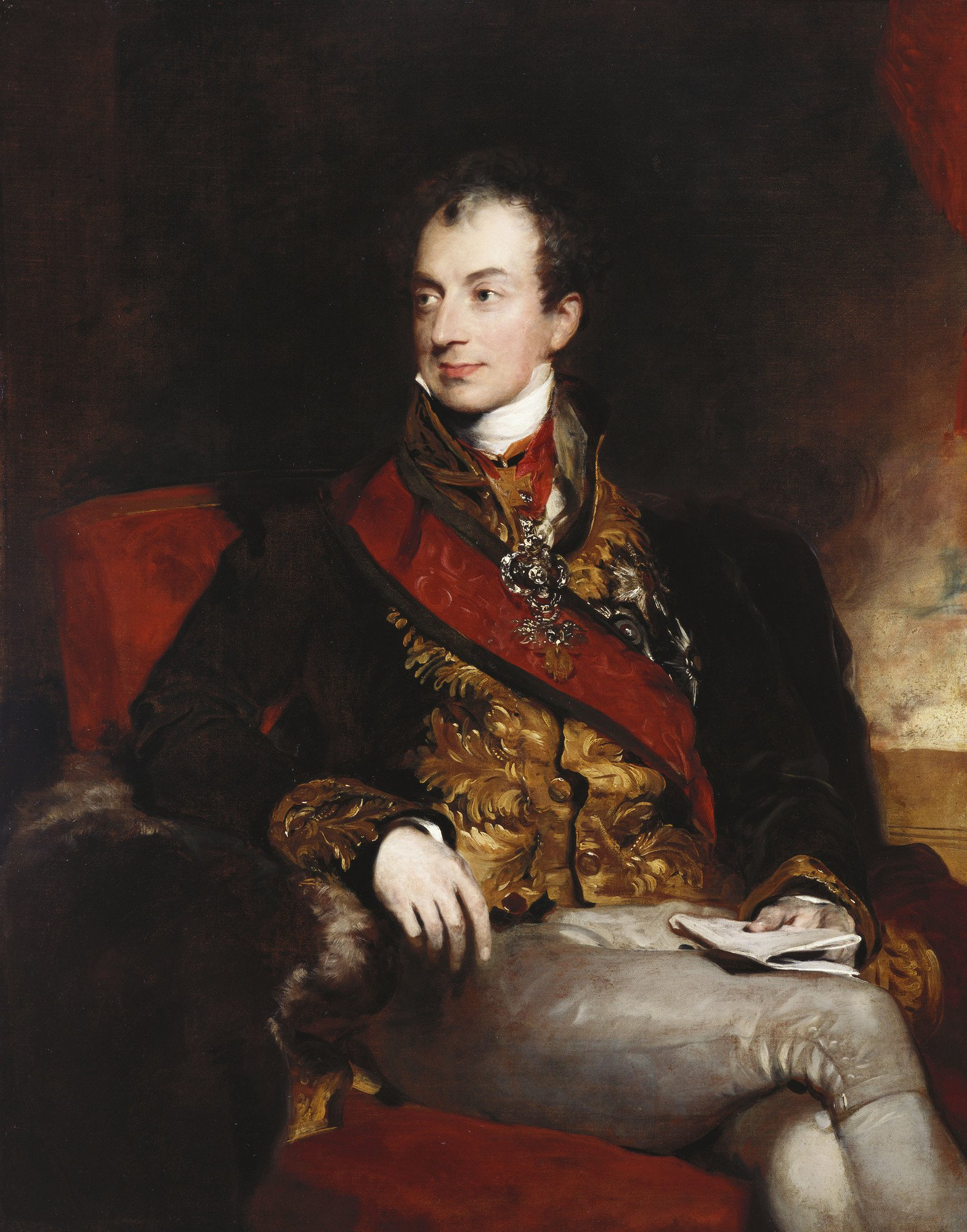
Le Prince de Metternich, portrait de Thomas Lawrence

Dans l'opinion publique la confédération devient l'« exécuteur des idées de la restauration ».
La confédération devient un État policier avec pour objectif le « calme et l'ordre ». La loi sur les universités permet de licencier un professeur aux opinions politiques suspectes, les Burschenschaften sont interdites, la presse censurée, le tout en profond désaccord avec l'article 18 du Bundesakte. Pour mettre en application ses mesures, une commission d'enquête (de) constituée de 7 membres est mise en place à Mayence. Elle a la possibilité de donner des ordres aux polices des États membres,,.
Les États membres incorporent ces ordres dans leurs droits avec un zèle plus ou moins grand. En Bavière, au Wurtemberg et en Saxe-Weimar, la résistance est particulièrement vive.
À l'inverse le Bade, Nassau et la Prusse transcrivent les directives immédiatement, voire vont plus loin que la commission fédérale.
Dès la mise en place des décrets de Carlsbad commence une véritable « chasse aux sorcières ».
Les professeurs faisant partie de l'opposition sont licenciés : Jakob Friedrich Fries et Lorenz Oken à Iéna, Wilhelm Martin Leberecht de Wette à Berlin, Ernst Moritz Arndt à Bonn ou les frères Carl et Friedrich Gottlieb Welcker à Gießen
De nombreux anciens membres des Burschenschaft sont en outre emprisonnés,.
Toutefois il convient de relativiser, les mesures n'ont rien de comparable avec celles mises en place par certains régimes totalitaires au XXe siècle.
Ainsi une vague de protestation peut s'organiser contre les décrets, parmi les opposants on trouve Schelling, Dahlmann ou Humboldt.
Certains, comme Johann Friedrich Benzenberg, mettent en garde contre la possibilité d'une dérive révolutionnaire sur le long terme que les décrets peuvent causer,.
Le parachèvement de cette politique réactionnaire a lieu de novembre 1819 à mai 1820 à Vienne lors de la conférence ministérielle, organisée afin de combler les dernières lacunes du Bundesakte. Les points encore en suspens sont refermés avec des décisions dans le sens de Metternich.
Le Bundes-Supplementarakte, soit l'acte fédéral supplémentaire, en est le fruit. On parle en général plus volontiers de l'accord final de Vienne du 15 mai 1820.
On a donc une constitution pour la fédération d'une part, mais de l'autre les principes monarchiques sont réaffirmés et les droits des parlements et autres assemblées limités,.

## Économie et société

### Le Zollverein
Alors que le Bundesakte prévoit l'harmonisation des accords commerciaux entre les différents États, cette tâche n'est cependant pas réalisée en son sein. À l'époque de très nombreux systèmes douaniers existent dans la confédération.
Ces nombreuses barrières sont un frein au développement industriel.
Après la fin du blocus continental, l'industrie allemande se retrouve en concurrence avec celle anglaise, plus avancée technologiquement.
Se sentant menacés, les industriels et les artisans au travers de leur lobby : le Allgemeiner Deutscher Handels- und Gewerbeverein demandent la levée de protection douanière.
Son porte-parole, l'économiste Friedrich List, réclame également la fin des barrières douanières à l'intérieur de la confédération.
En 1819 et 1820, le Bundestag fait commencer des négociations entre États pour unifier le système douanier, mais elles échouent.
L'harmonisation des systèmes douaniers se fait alors en dehors du cadre de la confédération, d'État à État,.

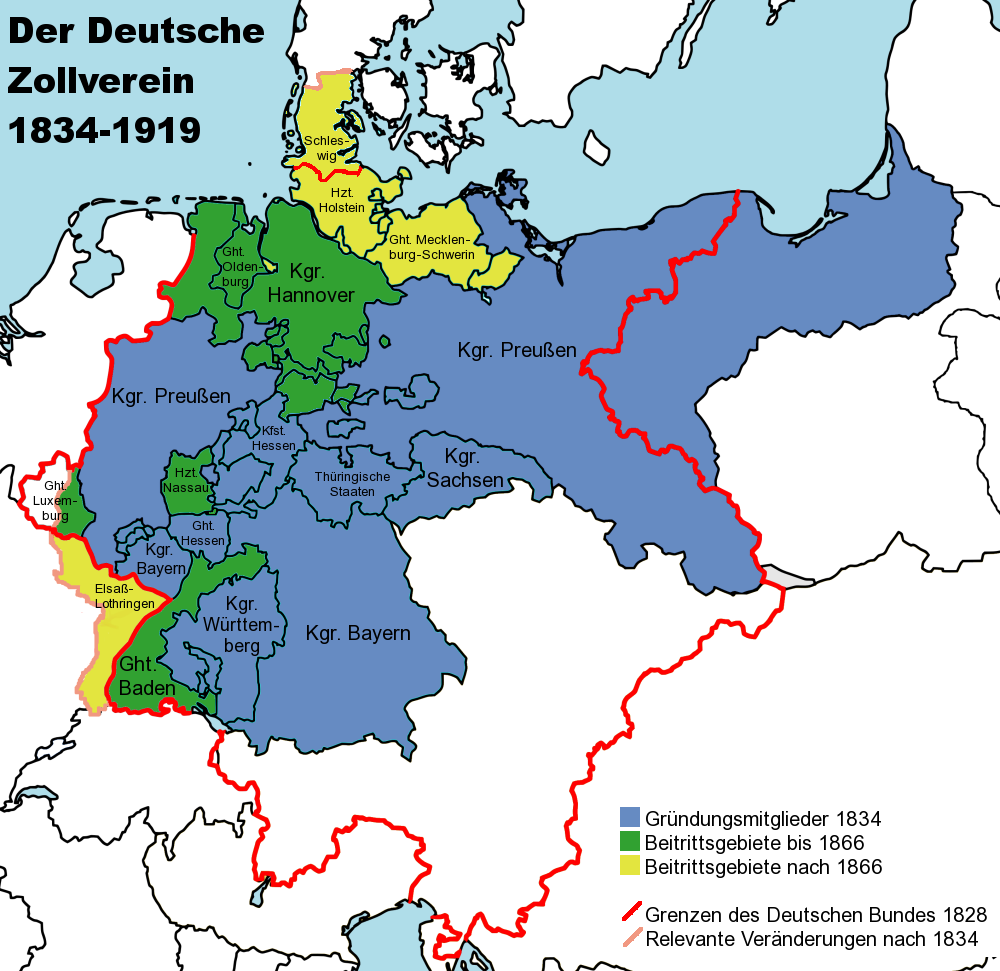
Deutscher Zollverein 1834 - 1919
membres fondateurs
adhésion jusqu'en 1866
adhésion postérieure
- Confédération germanique en 1828
- Confédération germanique en 1834

La Prusse joue un rôle central dans ce processus. Son territoire est alors très éclaté, peu cohérent, elle a donc intérêt à limiter au maximum les barrières douanières internes pour intégrer ses différentes provinces.
En 1818, le royaume vote une loi faisant disparaître les barrières douanières internes à son territoire.
Vis-à-vis de l'extérieur, le tarif douanier reste également faible.
Cela permet de réaliser un compromis entre les grands propriétaires terriens, partisans du libre-échange et les industriels voulant se protéger de la concurrence étrangère.
Les États voisins de la Prusse protestent immédiatement contre les fortes taxes sur le transit dans les territoires prussiens. Leurs raisons d'être est d'inciter les États voisins à rejoindre le système douanier prussien.
Schwarzbourg-Sondershausen est le premier à le faire, d'autres petits États de Thuringe suivent.
Les autres États préparent la résistance contre cette offensive prussienne sur le terrain douanier.
Dès 1820, le Wurtemberg projette de fonder une union douanière de la « troisième Allemagne (de) », c'est-à-dire de la confédération sans la Prusse et l'Autriche.
Mais ce groupe d'États à des intérêts très différents : le Bade est favorable au libre échange du fait de sa situation frontalière tandis que la Bavière souhaite plus de protectionnisme. Ce projet est donc un échec.
Toutefois, la Bavière et le Wurtemberg trouvent un accord et fondent l'Union douanière sud-allemande (de).
En réaction à ses deux unions douanières, le Hanovre, la Saxe, le Hesse-Cassel, ainsi que d'autres États allemands, soutenus par l'Autriche, forment l'union commerciale de l'Allemagne centrale (de) en 1828.
Cette union n'est pas une union douanière, dans le sens où la principale obligation des États membres est de ne pas rejoindre l'une des deux autres unions,.
Le gouvernement prussien de l'époque, avec à sa tête le ministre des finances Friedrich von Motz, tente de rallier des États à son système douanier.
Le premier succès vient avec le Hesse-Darmstadt qui rejoint l'union à la surprise générale en 1828.
En 1829, l'union commerciale de l'Allemagne centrale commence à se distendre avec notamment le départ du Hesse-Cassel.
La même année, un accord est trouvé entre l'union d'Allemagne du sud et l'union prussienne, permettant d'entrevoir la formation d'une grande union douanière allemande : le deutscher Zollverein.
La fusion des deux unions est officielle en 1833. La Saxe et les États de Thuringe rejoignent l'union la même année.
Le Zollverein entre en vigueur le 1er janvier 1834.
Il est rejoint cette année-là par le Bade, le Nassau, le Hesse-Cassel et Francfort.
Le Hanovre et d'autres États du nord de l'Allemagne n'intègrent pas immédiatement l'union douanière. Le Hanovre n'y entre qu'en 1850, d'autres n'y viennent que lors de la formation de l'Empire allemand en 1871 et finalement Hambourg les rejoint en 1888,.
Afin de ménager les petits États soucieux de leurs souverainetés, les structures de l'union donnent les mêmes droits à tous ses membres.
La direction de l'union est assurée par une assemblée annuelle, où les décisions sont prises à l'unanimité, avant de devoir être ratifiées par chaque État.
Le premier contrat prévoit une durée de 7 ans pour l'union, la prolongation est automatique si aucun membre ne résilie.
Même si en théorie tous les États sont égaux en droit, la Prusse a clairement la suprématie dans la structure, les négociations avec les autres États étrangers sont ainsi de son propre ressort,.
Les effets économiques du Zollverein sont sujets à controverse. Elle n'a apparemment pas été créée pour favoriser l'industrie, les conceptions économiques des dirigeants de l'époque n'ayant pas encore évolué. Elle a été bien plus créée pour augmenter les recettes étatiques.
Pourtant, le Zollverein a contribué au développement industriel, en simplifiant le commerce, mais il n'en est pas la cause,.
Sur le plan politique, l'union a contribué à l'unification de l'Allemagne. Cette fonction est déjà perçue par certains contemporains comme le ministre des finances prussien Motz.
Il pense ainsi dès 1829, que le Zollverein contribue à mettre en place une solution petite-allemande, une unification sous domination prussienne.
Metternich est également conscient de la menace représentée sur le plan politique par l'union douanière pour la confédération germanique dès 1833,.

### La révolution industrielle

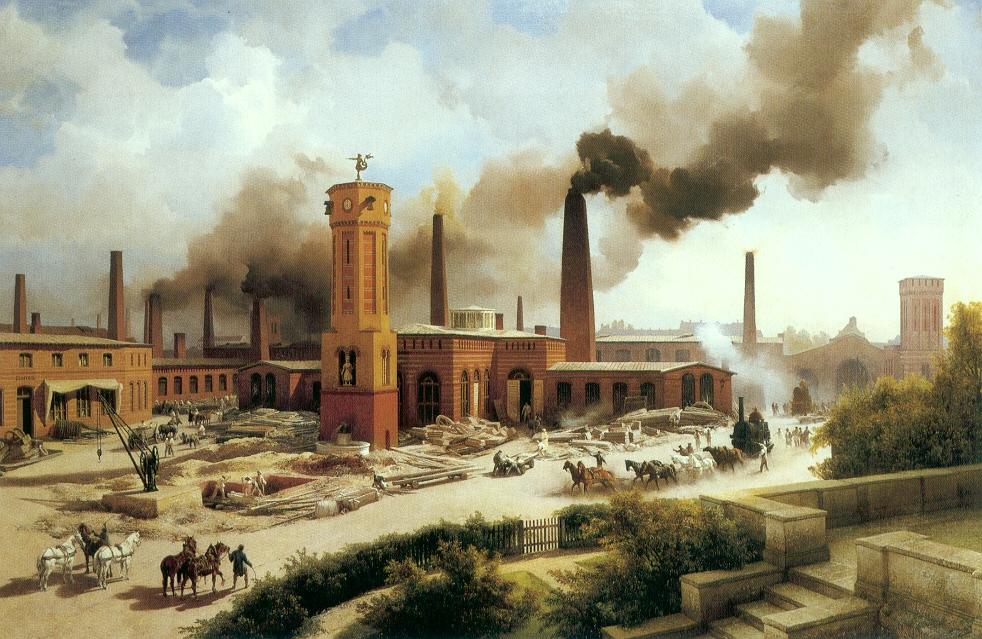
Usine de locomotive d'August Borsig en 1847, peinture de Karl Eduard Biermann

Si sur le plan politique la confédération germanique est marquée par la restauration, sur le plan social et économique la période est celle d'un bouleversement profond.
À sa création la confédération est avant tout agricole. L'artisanat, aux méthodes de production traditionnelles, domine encore le paysage économique ; les usines modernes sont très rares.
À son crépuscule, le développement industriel et économique qui l'a accompagné ont complètement transformé la société.
Alors qu'en Grande-Bretagne c'est l'industrie textile qui a mené le changement, en Allemagne les chemins de fer ont joué les premiers rôles.
La première ligne à s'ouvrir est celle entre Nuremberg et Fürth par la société de chemin de fer bavarois Ludwig en 1835.
La première liaison de grande envergure est celle entre Leipzig et Dresde, longue de 115 km et dont le promoteur est Friedrich List.
La croissance du réseau ferré est exponentielle dans les années qui suivent : en 1840 l'Allemagne compte 580 km de lignes, en 1850 7 000 km.
La demande de transport conduit à la construction de lignes, qui elle-même augmente la demande en fer et charbon.
Le nombre de mineurs monte ainsi de 3 400 en 1815 à 9 000 en 1840.
La croissance touche également le secteur sidérurgique, avec par exemple la société Krupp qui passe de 340 employés en 1830 à environ 2 000 en 1840.
Le secteur mécanique se développe également, ainsi le nombre de fabricants de locomotives et autres machines à vapeur se multiplie dans les années 1830.
La Maschinenfabrik Esslingen, Sächsische Maschinenfabrik à Chemnitz, August Borsig à Berlin, ou Josef Anton von Maffei à Munich, Hanomag à Hanovre, Henschel à Cassel et Emil Keßler à Karlsruhe sont autant de sociétés qui l'illustrent.
Mais le leader du marché reste sans conteste la société Borsig, fondée en 1841, qui déjà en 1858 a dépassé le cap des 1 000 locomotives construites tout en employant 1 100 salariés. C'est à l'époque la troisième plus grosse fabrique de locomotives au monde.
Le développement industriel n'est cependant pas national, mais plutôt un phénomène régional. À la fin de la confédération, on distingue 4 grandes catégories :
- Les régions industrielles : la Saxe, la région rhénane, l'Alsace-Lorraine, le Palatinat et aussi la Hesse.
- Les régions qui ont certes quelques industries, concentrées dans quelques branches, sans pour autant pouvoir être considérées comme réellement industrielles. Dans cette catégorie on retrouve le Wurtemberg, le Bade, la Silésie, la Westphalie, la Saxe prussienne et Nassau.
- Les régions disposant de quelques villes avec un peu d'industrie, mais qui globalement disposent de peu de secteur secondaire. Le Hanovre et la Franconie sont dans ce cas.
- Enfin les régions restées principalement agricoles et où la production reste artisanale. Par exemple, la province de Prusse-Orientale, la province de Prusse-Occidentale, la province de Posnanie ou le Mecklembourg[33].

### Pauvreté et émigration

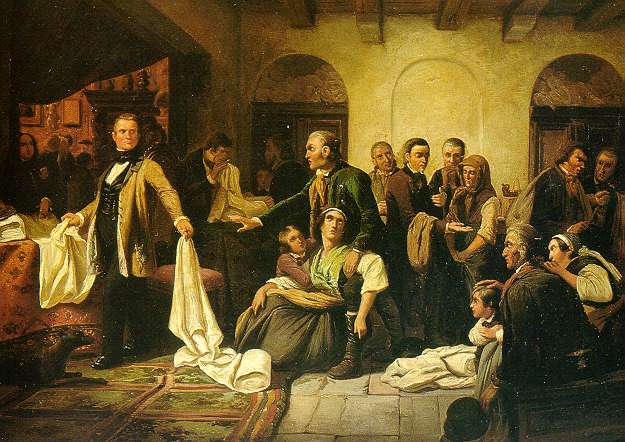
Die schlesischen Weber, les tisseurs silésiens, peinture de Carl Wilhelm Hübner de 1846

Dans les régions peu industrielles, la population ne profite pas du développement économique.
La concurrence de l'industrie met particulièrement en difficulté l'artisanat.
Au niveau rural, la tranche de la population fermière possédant peu ou pas de terre agricole augmente fortement à partir du XVIIIe siècle.
À côté de cela le travail à domicile se développe fortement.
L'artisanat et la rémunération du travail à domicile sont par la suite fortement touchés par la crise, une partie de ces groupes professionnels tombe dans le besoin.
On parle de paupérisme. Cette tranche de la population forme à moyen terme le gros des ouvriers industriels, mais à court terme cela signifie surtout la pauvreté pour de nombreuses personnes.
Les tisseurs de Silésie sont symboliques de ce mouvement d'appauvrissement, leur révolte en 1847 trouve beaucoup d'écho dans l'opinion publique.
L'industrie se développant en général proche de leurs lieux d'habitation, l'immigration intérieure est dans les premières décennies de la confédération relativement limitée.
L'émigration est par contre une solution privilégiée pour surmonter sa misère. Au début du XIXe siècle ce mouvement est encore limité. Entre 1820 et 1830, cela concerne entre 3 000 et 5 000 personnes par an.
Mais à partir des années 1830, ce chiffre est en augmentation. Le paupérisme toujours plus présent et la crise agricole de 1846 et 1847 y est pour beaucoup. En 1847 un pic d'émigration est atteint avec 80 000 émigrants sur l'année.
Ces mouvements s'organisent progressivement, des associations se forment, des agences commerciales, souvent peu scrupuleuses, également.
Dans le sud de l'Allemagne surtout, et en particulier dans le Bade, l'émigration est incitée par le gouvernement afin de restreindre la crise sociale.
Au début des années 1850, le nombre d'émigrants augmente encore, en 1854 ils sont 239 000. Les raisons sont à la fois sociales, économiques mais aussi politiques, les attentes des libéraux ayant été déçues durant la révolution de mars.
Au total on estime qu'entre 1850 et 1860 1,1 million d'allemands ont émigré, un quart du seul sud-ouest allemand où la règle du partage des héritages est en vigueur.

### La classe ouvrière
| Territoire                                           | 1816       | 1865       | Croissance (Pourcentage) | Taux de croissance annuel moyen |
| ---------------------------------------------------- | ---------- | ---------- | ------------------------ | ------------------------------- |
| Prusse                                               | 8 093 000  | 14 785 000 | 83                       | 1,2                             |
| Schleswig-Holstein (le Schleswig n'étant pas membre) | 681 000    | 1 017 000  | 49                       | 0,8                             |
| Hambourg                                             | 146 000    | 269 000    | 84                       | 1,2                             |
| Mecklenbourg-Schwerin                                | 308 000    | 555 000    | 80                       | 1,2                             |
| Hanovre                                              | 1 328 000  | 1 926 000  | 45                       | 0,7                             |
| Oldenbourg                                           | 220 000    | 302 000    | 37                       | 0,6                             |
| Brunswick                                            | 225 000    | 295 000    | 31                       | 0,5                             |
| Hesse-Cassel                                         | 568 000    | 754 000    | 33                       | 0,6                             |
| Hesse-Darmstadt                                      | 622 000    | 854 000    | 37                       | 0,6                             |
| Nassau                                               | 299 000    | 466 000    | 56                       | 0,9                             |
| États de Thuringe                                    | 700 000    | 1 037 000  | 48                       | 0,8                             |
| Saxe                                                 | 1 193 000  | 2 354 000  | 97                       | 1,4                             |
| Bade                                                 | 1 006 000  | 1 429 000  | 42                       | 0,7                             |
| Wurtemberg                                           | 1 410 000  | 1 752 000  | 24                       | 0,4                             |
| Bavière (avec Palatinat)                             | 3 560 000  | 4 815 000  | 35                       | 0,6                             |
| Luxembourg/Limbourg                                  | 254 000    | 395 000    | 56                       | 0,9                             |
| Empire autrichien                                    | 9 290 000  | 13 856 000 | 49                       | 0,8                             |
| Autres                                               | 543 000    | 817 000    | 51                       | 0,8                             |
| Confédération germanique (total)                     | 30 446 000 | 47 689 000 | 57                       | 0,9                             |

À partir de la seconde moitié des années 1840, la structuration de la société commence à évoluer.
L’apparition dans le langage du terme « prolétariat » et l'usage récurrent des notions de « paupérisme » dans les discours jusque dans les années 1860, sont des signes clairs de ce changement.
La transition vers cette nouvelle organisation est illustrée par le fait que sous le terme de prolétariat on range à l'époque les : artisans, les journaliers, les travailleurs manuels, les assistants et les ouvriers.
Cette « classe ouvrière » rassemble au sens large environ 82 % des actifs en Prusse en 1849, soit 67 % de la population totale.
Toutefois les ouvriers ne représentent encore qu'une petite minorité.
Toujours dans la Prusse de 1849 on en dénombre 270 000.
Si l'on y ajoute les 54 000 mineurs de l'époque, on arrive à 326 000. En 1861, ils sont 541 000.
Le travail des femmes est très répandu, en particulier dans des branches comme le textile.
À l'inverse, dans les mines ou l'industrie lourde elles sont presque complètement absentes.
Dans les toutes premières décennies on emploie également des enfants dans l'industrie textile.
Il est par contre très courant dans le monde agricole et dans le travail à domicile, tout comme le travail des femmes d'ailleurs.
L'union de ces groupes au départ très hétérogènes en un seul corps conscient de lui-même commence dans les villes.
L'exode rural n'y est pas étranger. Les populations menacées par la paupérisation dans la Vormärz émigrent en ville pour espérer y trouver un meilleur salaire et de meilleures conditions de vie.
Leur lieu d'habitation commun dans les nouvelles villes, très replié sur lui-même contribue à l'émergence d'un milieu social ouvrier.

### Les classes moyennes et aisées
Le XIXe siècle est le siècle de l’avènement des classes moyennes et aisées. Quantitativement, elles ne représentent jamais une majorité dans la population.
Au début du siècle, les agriculteurs sont les plus nombreux, à la fin ce sont les ouvriers.
La classe moyenne impose pourtant incontestablement sa marque sur le siècle,.
Certes en politique la noblesse garde la primauté, toutefois elle est fortement influencée par les mouvements nationaliste et bourgeois.
La classe moyenne et aisée n'est cependant pas un groupe homogène.
Tout d'abord, on peut distinguer la petite « bourgeoisie citadine », qui est antérieure au XIXe siècle : les artisans, les taverniers et les commerçants.
Les épiciers et les petits industriels connaissent une ascension sociale qui les fait également accéder petit à petit à la petite bourgeoisie.
Le nombre de membres de la classe moyenne, qualifiés de bourgeois en allemand, passe au cours du siècle de 15 à 30 % de la population,.
L'exclusivité de la condition de citoyen se perd après les vagues de réformes qui touchent la confédération du Rhin puis la Prusse et les autres États allemands. Elles accordent à tous l'égalité devant l'accès à la citoyenneté et créent les communes.
L'ancienne bourgeoisie citadine garde toutefois au début du siècle sa consistance malgré ces réformes.
Elle se distingue par ses traditions, son attachement au rang familial, un certain sens des affaires et des habitudes de consommation spécifique.
Ce groupe observe le développement industriel, rapide et risqué par nature, avec un certain scepticisme.
Il reste la tranche de la classe moyenne la plus nombreuse jusqu'au milieu du siècle,.
À côté de cette bourgeoisie traditionnelle les nouveaux bourgeois émergent à partir du XVIIIe siècle.
On divise ce groupe en deux : la « bourgeoisie éduquée » et la « bourgeoisie économique ».
La première est essentiellement constituée des hauts fonctionnaires, des magistrats et des professeurs.
Par la suite, aux alentours des années 1830, 1840, les professions libérales gagnent en importance dans ce groupe.
Le principal point commun de tous les membres de cette catégorie est le fait qu'ils doivent leurs positions à leur mérite et non à un quelconque privilège,.
Cette bourgeoisie éduquée accueille dans la première moitié du siècle beaucoup de personnes ayant connu une ascension sociale grâce à leurs études. Celle-ci est le facteur permettant un nivellement des différences dues aux origines sociales. Par ailleurs les enfants des membres de cette catégorie en faisaient quasiment toujours également partie,.

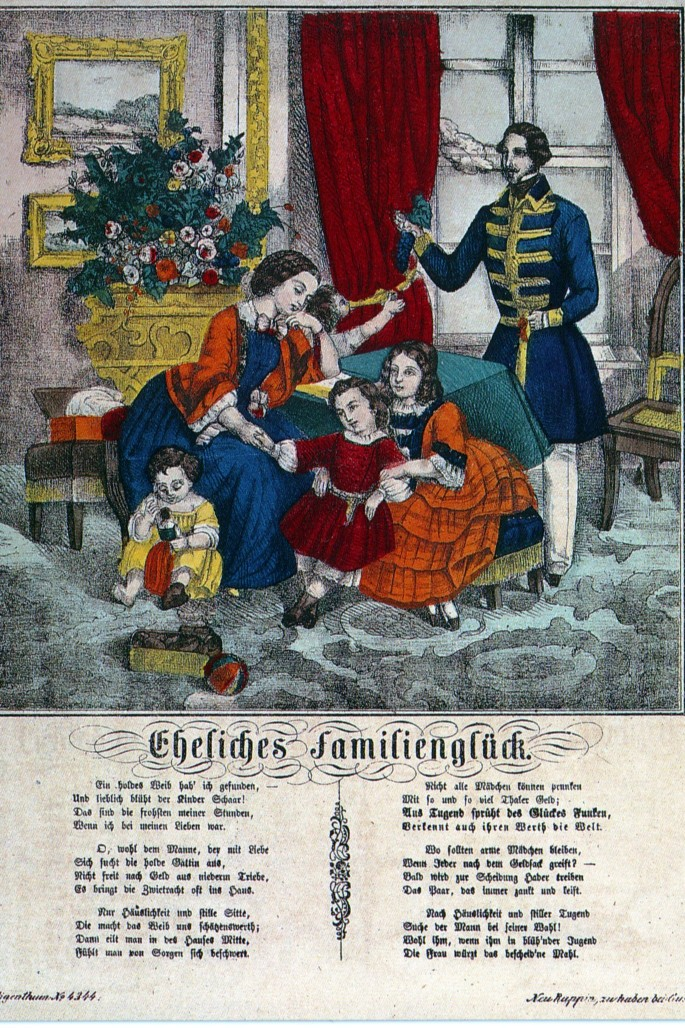
Image idéale d'une famille bourgeoise dans les années 1860-1870

Elle est la classe de la bourgeoisie la plus active et la plus influente politiquement. Elle lance également les tendances culturelles, tendances suivies par le reste de la bourgeoisie, les classes ouvrières et même la noblesse.
La famille bourgeoise modèle est constitué d'un mari actif, tandis que l'épouse s'occupe des enfants. Cette classe recherche également l'acquisition d'une grande culture, conformément aux idéaux humanistes.
Cela marque sa différence à la fois vis-à-vis de la noblesse des privilèges et des classes sous-jacentes,.
Le développement industriel crée à côté de cette bourgeoisie éduquée, une bourgeoisie économique constituée des entrepreneurs.
Jusqu'au milieu du siècle on ne dénombre qu'environ une centaine de famille d'entrepreneurs.
Par la suite et jusqu'en 1873, ce nombre est certes en augmentation constante, avec environ 1 000 familles, mais reste largement en retrait par rapport aux autres catégories de la bourgeoisie.
Au-delà des entrepreneurs, on peut classer dans cette catégorie, les banquiers, les rentiers, et les cadres,.
Les origines sociales de cette tranche de la population sont diverses.
Certains, comme August Borsig, ont des aïeux artisans. D'autres, nombreux, comme les Krupp, sont des familles de la bourgeoisie commerçante établies de longue date.
Environ 54 % des industriels viennent d'une famille d'entrepreneurs, 26 % de familles de grands exploitants agricoles ou d'artisans et les 20 % restants de la bourgeoisie éduquée ou de famille de grands propriétaires ou de militaires,.
Les familles de petits fermiers ou d'ouvriers ne fournissent pour ainsi dire aucun membre à cette classe.
En 1851, 1,4 % des entrepreneurs ont reçu une formation académique (lycée), en 1870 ce sont 37 % d'entre eux.
À partir des années 1850, la bourgeoisie économique se distingue des autres bourgeois par son style de vie : par exemple la construction de grandes villas ou l'achat de grandes propriétés.
Une partie, celle le pouvant, se rapproche ainsi des standards de l'aristocratie.
Par ailleurs, une partie des entrepreneurs moins aisés, comme les Bassermann, se distinguent des nobles, et développent une mentalité de classe moyenne,.

### Démographie et ethnographie
La population totale de l'Allemagne est évaluée en 1852 à 42 millions d'habitants, répartis sur une superficie d'environ
11 000 myriamètres carrés. Dans ce chiffre est compris 35 millions d'Allemands et 6 millions de Slaves. C'est à cette dernière ethnie que se rattachent les Tchèques ou Bohêmes, les Kassoubes de la Poméranie, les Wendes de la Lusace, les Slovaques et les Croates. Il y a en outre 400 000 juifs, disséminés dans les diverses parties du pays et on compte en Illyrie, ainsi que dans le Tyrol, environ 350 000 Italiens. Près de 500 000 Français et Wallons sont dispersés dans les contrées situées à l'ouest du Rhin ainsi que sur divers autres points de l'Allemagne. En Autriche on rencontre environ 6 000 Grecs et Arméniens, ainsi qu'un petit nombre de bohémiens nomades.
À la fin de son existence, la Confédération germanique se compose de 38 966 300 habitants répartis dans 36 États.

### Religion
En 1852, à part les juifs, environ 22 millions d'habitants appartiennent à la religion catholique et 19 millions à l'église protestante. Le nombre des Hernutes est d'environ 10 000 et on compte encore quelques milliers de mennonites, d'anabaptistes, etc.

## L'évolution politique à partir de 1830

### La révolution de Juillet dans la confédération germanique
Malgré la répression mise en place à Carlsbad notamment, la confédération germanique et ses membres ne parviennent pas à venir à bout de l'opposition nationale et libérale en son sein.
Même au plus fort de la restauration dans les années 1820, elle est encore active dans la clandestinité. Elle cherche de nouveaux moyens pour diffuser ses idées.
Le philhellénisme, par exemple, qui se développe en réaction à la guerre d’indépendance grecque, est une manière déguisée de soutenir le mouvement national allemand.
Mais la véritable réapparition de l'opposition dans la vie publique vient après la révolution de Juillet en France, en 1830.
Elle met en lumière aux yeux des gouvernements allemands que la restauration, qui devait stabiliser l'Europe, vit peut-être ses derniers instants.
Les libéraux, au contraire, voient dans ces événements un grand espoir pour parvenir aux changements politiques.
En outre la révolution belge, l'insurrection polonaise ainsi que le Risorgimento touchent directement des souverains membres de la confédération.
À l'intérieur des frontières confédérales des émeutes éclatent également. À court terme elles sont certes pour la plupart matées par l'armée confédérale ou celle des États membres mais elles donnent une nette impulsion libérale et réformatrice à la confédération.
La mise en place de constitutions est au centre des revendications. La révolution de Juillet marque également un début de radicalisation politique qui se poursuit dans les années 1840,,.
Parmi les émeutes les plus marquantes on compte celle du Duché de Brunswick. Dans ce petit État, le duc Charles II a rétabli l'absolutisme de manière particulièrement brutale en révoquant la constitution en 1827, contre l'avis de la confédération germanique.
Cela provoque des troubles politiques dans la population, qui s'ajoutent au mécontentement social.
En 1830, la révolte s'attaque au château ducal afin de destituer le souverain pour « incapacité à gouverner » et de le remplacer par un comité parlementaire.
La  Bundesexekution n'est pas prononcé, le duc s'étant profondément discrédité les années précédentes auprès des autres membres de la confédération,,.

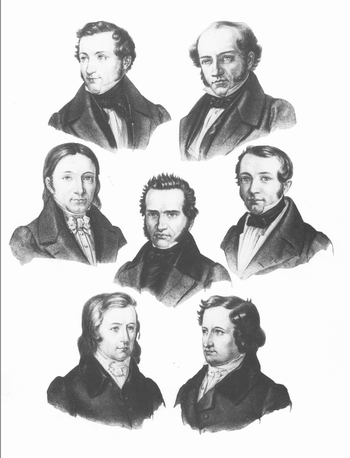
Les sept de Göttingen : Friedrich Christoph Dahlmann (milieu), Wilhelm Eduard Albrecht, Heinrich von Ewald, Georg Gottfried Gervinus, Wilhelm Weber, Jacob et Wilhelm Grimm (en bas).

Dans le Hesse-Cassel, le prince électeur Guillaume II a perdu tout crédit à cause de son comportement absolutiste et de ses nombreuses maîtresses.
Comme au Brunswick, les protestations sont à la fois politiques et sociales.
L'opposition bourgeoise réussit à canaliser le mécontentement des plus pauvres pour servir leur objectif.
Le gouvernement doit finalement céder : le juriste libéral Sylvester Jordan (de) est chargé de rédiger une constitution à l'électorat.
En même temps, le prince-électeur abdique en faveur de son fils.
La nouvelle constitution est très progressiste pour son temps.
Le droit de vote est accordé à une part de la population plus grande que dans les autres États. Le parlement est monocaméral.
Un catalogue de droits fondamentaux est également introduit. Le budget est du ressort du parlement, et les ministres sont responsables devant ce dernier.
Malgré cet ensemble de concessions, qui jusqu'en 1848 fait du Hesse-Cassel l'État le plus libéral de la confédération, la gouvernance du nouveau souverain n'est pas moins despotique que celle de son prédécesseur.
Dans les années qui suivent le pays est marqué par de profonds différents intérieurs sur le plan politique,,.
En Saxe, des émeutes ont lieu d'abord dans les villes avant de se répandre dans les villages où de l'industrie textile ou des tisseurs sont installés.
La structure féodale ancestrale du pays, combinée au catholicisme du souverain et au mal-être des ouvriers et artisans cristallisent les revendications.
L'opposition libérale, en collaboration avec les hauts fonctionnaires, réussit ici aussi à canaliser les protestations afin d'obtenir la mise en place d'une constitution libérale et une réforme profonde de l'État,,.
Enfin dans le royaume de Hanovre, les émeutes visent le système féodal. Elles se concentrent contre le ministre Ernst Graf von Münster plutôt que contre le souverain anglais, maître également de Hanovre, qui est trop éloigné de telles préoccupations.
La révolte touchent de nombreuses villes, à Göttingen trois professeurs universitaires réalisent même un Putsch aussitôt réprimé.
Le gouvernement doit céder et une nouvelle constitution est promulguée. Elle n'est toutefois pas très progressiste et comporte encore beaucoup de mentions à une société d'ancien régime.
Elle représente néanmoins un progrès net pour l'émancipation des agriculteurs.
Avec la mort du roi Guillaume IV en 1837 et la fin de l'union personnelle entre les deux royaumes la situation évolue. Le nouveau roi Ernst-Auguste Ier
refuse de prêter serment sur la constitution et l'abroge sans que cela crée de protestation de la part de la confédération,,.
Un fait marquant de la période est la réunion des sept de Göttingen. Sept professeurs : Jacob et Wilhelm Grimm, Friedrich Christoph Dahlmann, Georg Gottfried Gervinus, Heinrich Ewald, Wilhelm Eduard Albrecht et Wilhelm Eduard Weber se déclarent se sentir encore attachés à la constitution.
Pour manifester leur désapprobation, ils décident conjointement de démissionner de leurs chaires respectives.
Cet événement associé aux protestations dans toute l'Allemagne oblige le gouvernement de Hanovre à infléchir sa position vers moins de réaction,,.

### Politisation dans les années 1830 et réaction contre la confédération
La politisation de la population est tout d'abord étayée par les éditorialistes d'opposition, comme Heinrich Heine ou Ludwig Börne, tous deux en exil, et des plus jeunes comme Karl Gutzkow et Heinrich Laube. Ensemble ils forment le mouvement littéraire jeune Allemagne.
Leurs écrits critiques attirent tellement la défiance des responsables politiques de l'époque que l'assemblée fédérale décide en 1835 de les interdire pour immoralité et blasphème,,.
En Hesse, Georg Büchner et le prêtre Friedrich Ludwig Weidig fondent la « société pour les droits de l'Homme », qui sous la plume du premier édite le journal Der Hessische Landbote (de) (le messager de Hesse),.

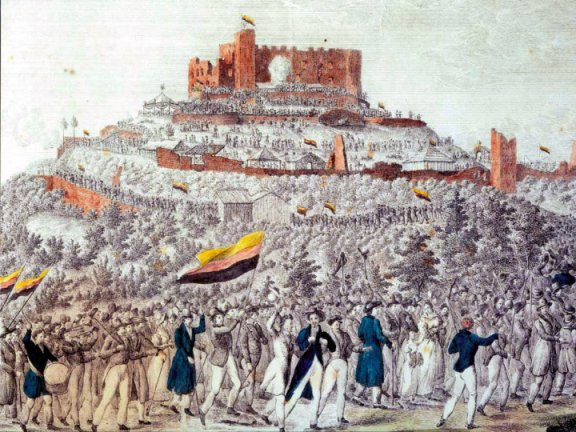
Fête de Hambach en 1832

En second lieu, la marque de la politisation et du soutien à l'opposition dans la bourgeoisie se trouve dans la fondation dans l'ensemble du pays d'« association polonaise » dont le but est d'apporter leur soutien aux insurrections pour libérer le pays.
Dans le palatinat rhénan, à l'époque sous domination bavaroise, se forme en 1832 l'association allemande pour la presse et la patrie (de) qui joue un rôle important dans l'organisation de l'opposition. Elle est présente dans de nombreux États, dans de nombreuses communes, en particulier là où le conflit en 1830 a été le plus acharné.
L'objectif principal du mouvement est la renaissance de l'Allemagne sous une forme démocratique et en suivant une voie légale.
L'association est certes très rapidement interdite par les dirigeants, mais elle réussit tout de même, surtout grâce aux deux journalistes Johann Georg August Wirth (de) et Philipp Jakob Siebenpfeiffer
à organiser la fête de Hambach : la « fête nationale des Allemands ».
Avec une participation estimée entre 20 000 et 30 000, la fête est la plus grosse manifestation politique dans l'histoire de la confédération.
Elle réunit en plus des libéraux et nationalistes allemands, des français et des polonais. Elle adopte les couleurs « Noir-Rouge-Or » pour ses drapeaux et exhibe des aigles polonais en signe de soutien.
Au niveau des discours, l'accent n'est pas tant mis sur le nationalisme et l'unité allemande que sur la liberté et l'égalité des peuples.
L'organisation d'une révolution n'est cependant pas à l'ordre du jour, les participants ne s'accordant pas sur les moyens à mettre en œuvre pour parvenir à leurs fins,.
Se détachant des accords trouvés à Hambach, un groupuscule d'intellectuels et de membres de Burschenschaft tente en 1833 de déclencher une révolution en menant l'assaut de la garde de Francfort. L'objectif est de prendre le contrôle du Bundestag et de la ville grâce au soutien espéré de la population.
L'opération tourne toutefois au fiasco, les révolutionnaires s'étant fait trahir, leurs plans sont connus de la police qui repousse sans difficulté l'attaque,.

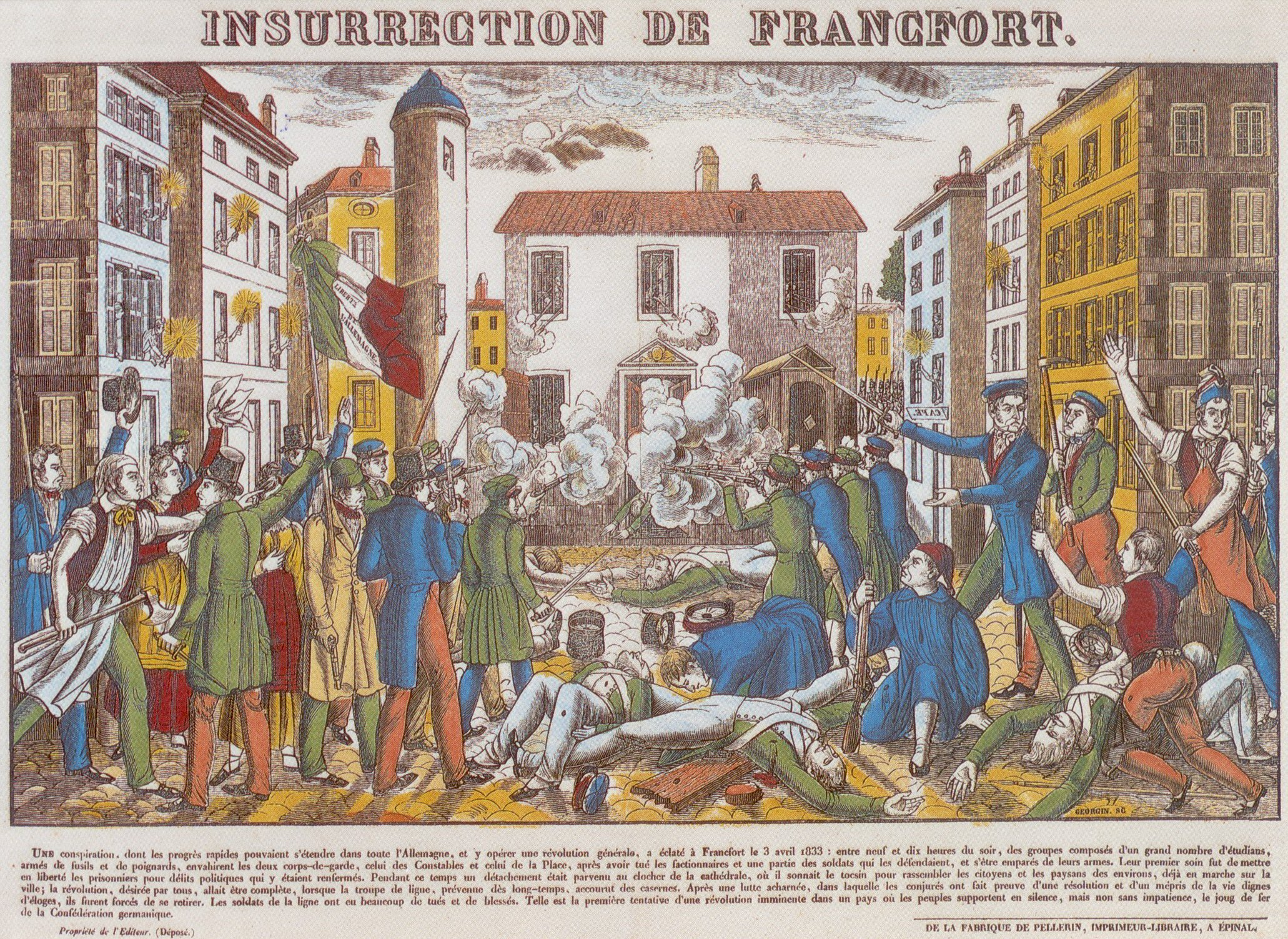
L'assaut de la garde de Francfort en 1833, gravure sur bois de François Georgin

La confédération germanique se montre capable de gérer la crise. Elle envoie les militaires à Francfort pour y maintenir l'ordre et éviter toute possible conséquence à l'assaut de la garde.
Les mesures de répression des années 1820 appartiennent en 1830 au passé, même la commission d'enquête de Mayence a cessé sa mission en 1827.
La révolution de Juillet déclenche une nouvelle vague de répression, menée directement par l'assemblée fédérale.
Après la fête de Hambach, la loi sur la censure est réaffirmée et durcie par exemple.
Les associations, assemblées et autres fêtes politiques sont également prohibées.
La vie politique doit alors se restreindre aux assemblées régionales : les Landtage.
Toutes ces mesures sont promues dans les « six articles » du 28 juin 1832 puis durcies dans les « dix articles » du 5 juillet 1832.
En plus d'élargir l'interdiction de rassemblement aux fêtes foraines, l'assemblée fédérale commence à faire de l'ingérence dans les assemblées régionales.
Les pétitions n'ont ainsi plus le droit d'opposer aux principes de la monarchie, le droit de vote du budget et la liberté d'expression à la tribune des parlements sont limités.
Ces nouvelles mesures doivent empêcher tout mouvement vers l'établissement de constitutions.
Une nouvelle commission d'enquête fédérale est mise en place pour garantir l'exécution des mesures en menant les enquêtes nécessaires.
Jusqu'en 1842, elle traite environ 2 000 cas et ordonne aux États allemands l'ouverture de nombreuses procédures pénales.
Les Burschenschaften sont à nouveau dans le collimateur de la commission.
En Prusse par exemple, le simple fait d'être membre d'une telle association est considéré comme de la haute trahison.
De manière plus générale, les États membres de la confédération se mettent d'accord en 1834 à la conférence de Vienne pour mener plus de répression : renforcer les contrôles sur les fonctionnaires, les universitaires et les parlements, réduire la liberté de presse.
Les réclamations de la France et de la Grande-Bretagne sont considérées comme des tentatives d'ingérence et ne pèsent pas dans les négociations,.

### Évolution politique lors du Vormärz

#### Formation des courants politiques

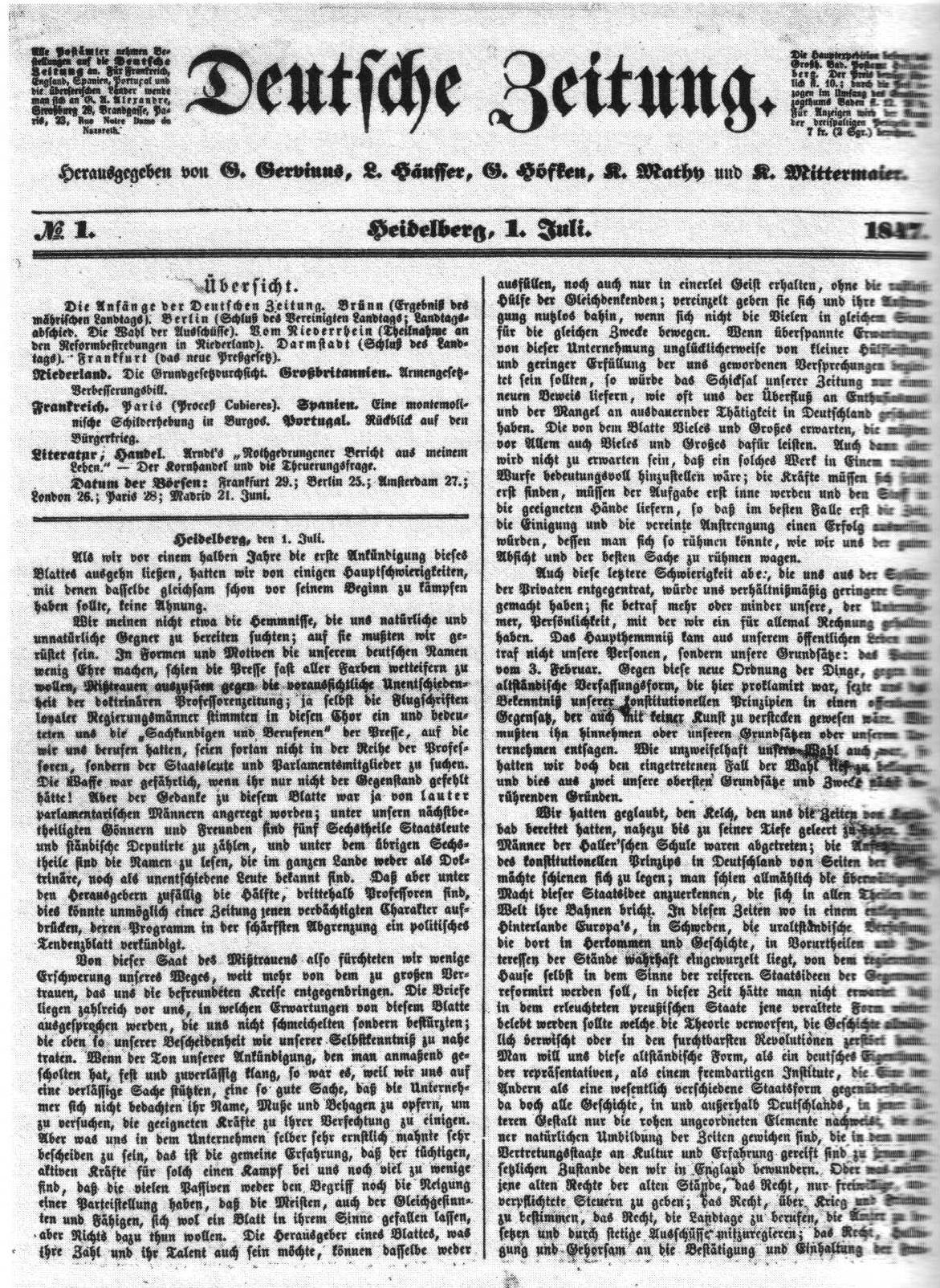
Première parution du Deutschen Zeitung

Dans les années 1840, comme en 1830, les problèmes sociaux viennent se mêler à la politisation de la société.
La décennie est marquée par une crise persistante.
La pauvreté et la question sociale sont très débattues dans les milieux bourgeois.
Avec la fin des mesures répressives des années 1830, l'opposition politique recommence à se développer,.
Le libéralisme politique est l'idéologie dominante dans la bourgeoisie désireuse d'émancipation.
Cette tendance politique trouve ses origines dans les idées du siècle des Lumières allemand.
Elle privilégie l'individualisme, est contre les États autoritaires ainsi que l'ancien régime et milite pour la reconnaissance des droits de l'homme et le droit à la citoyenneté.
À l'inverse les inégalités sociales sont considérées comme allant de soi.
L'image que se font les libéraux de la société est encore très empreinte de ce qu'elle était avant l’avènement de l'industrie.
L'utopie poursuivie est de créer une société sans classe, une immense classe moyenne qui mènerait une existence auto-suffisante dans les villes et à la campagne.
Ils conçoivent cette classe moyenne comme allant des artisans à la bourgeoisie, ce qui implique que les plus défavorisés sont considérés comme inaptes à avoir une opinion, une vie politique : ils devaient par conséquent être exclus par un suffrage censitaire.
D'un autre côté, le système éducatif devait être amélioré afin de simplifier l'ascension sociale.
L'allemand libéral classique est donc tout sauf quelqu'un d'égalitariste, dans l'hypothèse où l'ascension sociale serait ralentie, on peut même la voir comme une idéologie du statu quo.
La nécessité de la mise en place de constitutions n'est jamais remise en cause. La plupart des réformes devaient viser à faire participer plus la bourgeoisie aux prises de décisions politiques.
Le principe de la souveraineté du peuple est rejeté avant tout à cause du souvenir amer qu'a laissé la révolution française et surtout la période de la terreur chez les libéraux.
Ils sont par contre favorables, à la fois pour des raisons de politique intérieure et extérieure, à la création d'un État-nation.
La confédération germanique est perçue avant tout comme un produit de la restauration. Sa politique répressive l'a par ailleurs complètement discréditée.
Ils ne veulent cependant pas d'un renversement révolutionnaire, la négociation et les évolutions progressives devaient permettre la création d'un parlement fédéral démocratique,.
La bourgeoisie éduquée prend la tête du mouvement libéral. Cette classe étant partiellement constituée de fonctionnaire et donc proche de l'État, et afin de se protéger d'une révolution, certains de ses membres comme Friedrich Christoph Dahlmann ou Johann Gustav Droysen plaident pour une monarchie forte, quand bien même elle serait contrôlée par une constitution et un parlement.
Beaucoup de membres de la bourgeoisie économique, pour la plupart originaires de la région rhénane, s'opposent fermement à cette idée surtout après la révolution de Juillet.
Parmi eux on compte David Hansemann, Ludolf Camphausen, Friedrich Harkort et Gustav Mevissen.
Les pionniers du libéralisme allemand sont en communication étroite, grâce à des correspondances régulières, des voyages et des publications dans les journaux.
Le Staatslexikon (dictionnaire de l'État) de Karl von Rotteck et Carl Theodor Welcker leur donne à tous une base théorique commune.
Le Deutsche Zeitung (journal allemand) qui paraît à Heidelberg à partir de 1847 leur permet de diffuser leurs idées.
La réunion d'Heppenheim, toujours en 1847, permet aux libéraux de poser les bases d'un futur parti politique,.

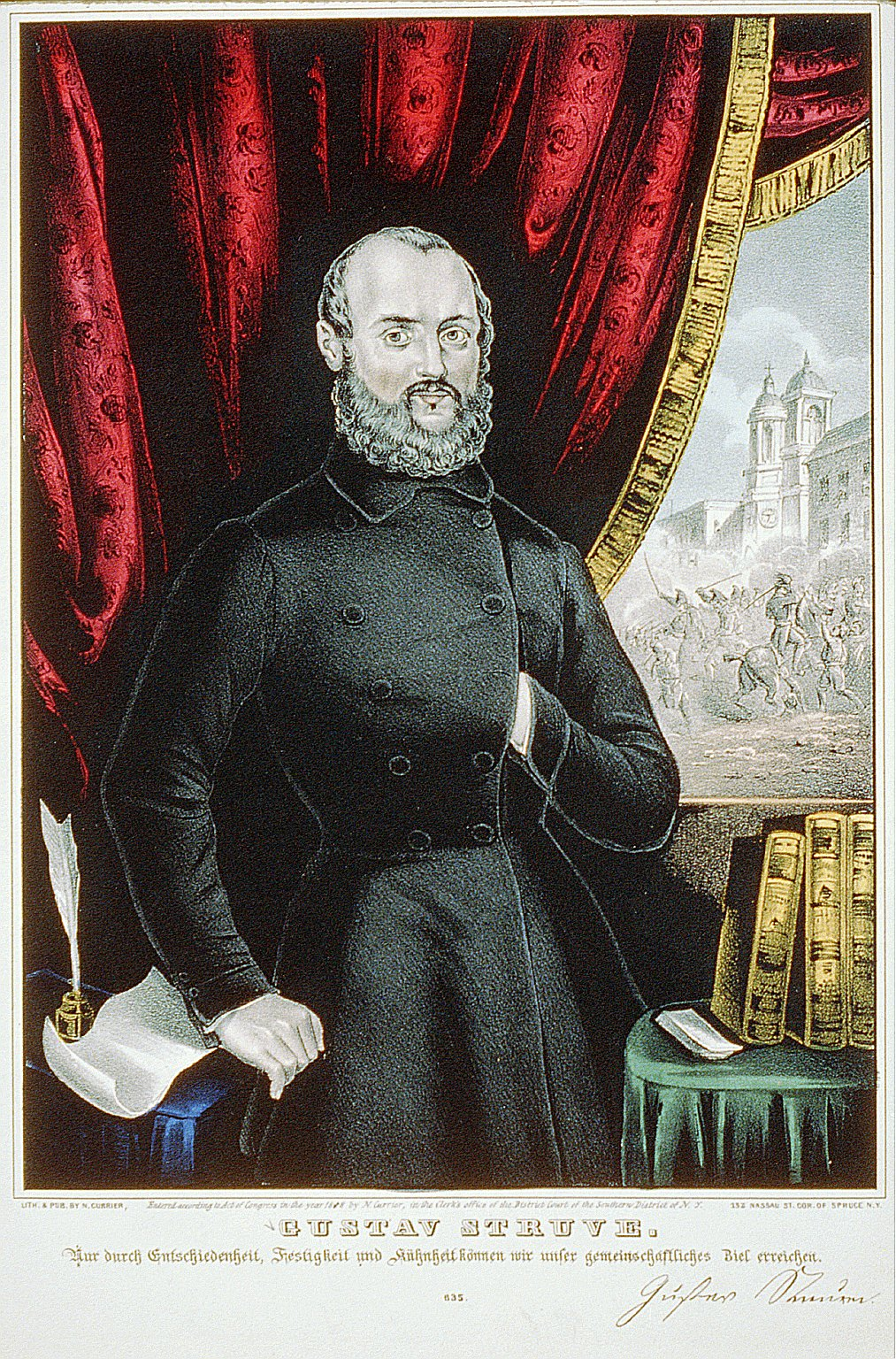
Portrait de Gustav Struve

Issus des rangs libéraux, un mouvement républicain, ou démocrate, se détachent à partir des années 1830.
Ils ont en commun avec les premiers de vouloir la fin du système de la restauration.
Cependant les deux mouvements s'opposent sur de nombreux sujets. Les démocrates remettent en cause le développement de la monarchie constitutionnelle.
Ils ne veulent pas seulement l'égalité de tous devant la justice, mais également l'égalité politique de tous les citoyens.
Autrement dit, ils réclament le suffrage universel et l'éligibilité pour tous.
Une réforme scolaire avec la gratuité pour tous fait également partie de leurs revendications.
Pour les démocrates, la souveraineté du peuple est fondamentale, la république, même s'ils ne l'expriment pas toujours explicitement, est à leurs yeux la forme de gouvernement idéale.
À côté de l'égalité politique, ils veulent également autant que possible une égalité sociale dans la population.
À la différence des libéraux, ils mettent moins d'espoir dans la capacité individuelle à l'ascension sociale, et croient plus dans le soutien de l'État et de la société pour le progrès.
Toutefois, ce ne sont pas des socialistes dans le sens où ils ne veulent pas d'une révolution qui redistribuerait l'ensemble des possessions, mais plutôt dans une évolution progressive des choses.
Les revendications pour un système d'impôt progressif ou un salaire minimum garanti par l'État sont pour l'époque révolutionnaires.
La répression fédérale à leur égard est beaucoup plus soutenue dans les années 1840 que celle contre les libéraux,.
À côté de ceux qui ont émigré, les meneurs du mouvement restés au pays sont Robert Blum, Gustav Struve et Friedrich Hecker. En 1847, ils forment leur parti politique : l'assemblée d'Offenburg. Ils reçoivent le surnom de Ganzen (entier) en opposition au terme Halben (demi) qui désigne les libéraux.
Des suites de la répression des années 1830, une émigration politique commence et ne cesse de s'amplifier.
Par exemple les écrivains Büchner ou Heine en font partie.
Le premier mouvement socialiste est également issu des rangs des émigrants. Ceux qui sont en exil forment des partis d'opposition et des groupes démocrates assez radicaux.
Ainsi en Suisse, dans le cadre des Giovine Europa de Giuseppe Mazzini naît une section allemande Junges Deutschland.
À Paris naît la ligue des justes menée par Wilhelm Weitling, qui se renomme en 1847 ligue des communistes et prend en 1848 pour programme le manifeste du parti communiste de Karl Marx et Friedrich Engels,.

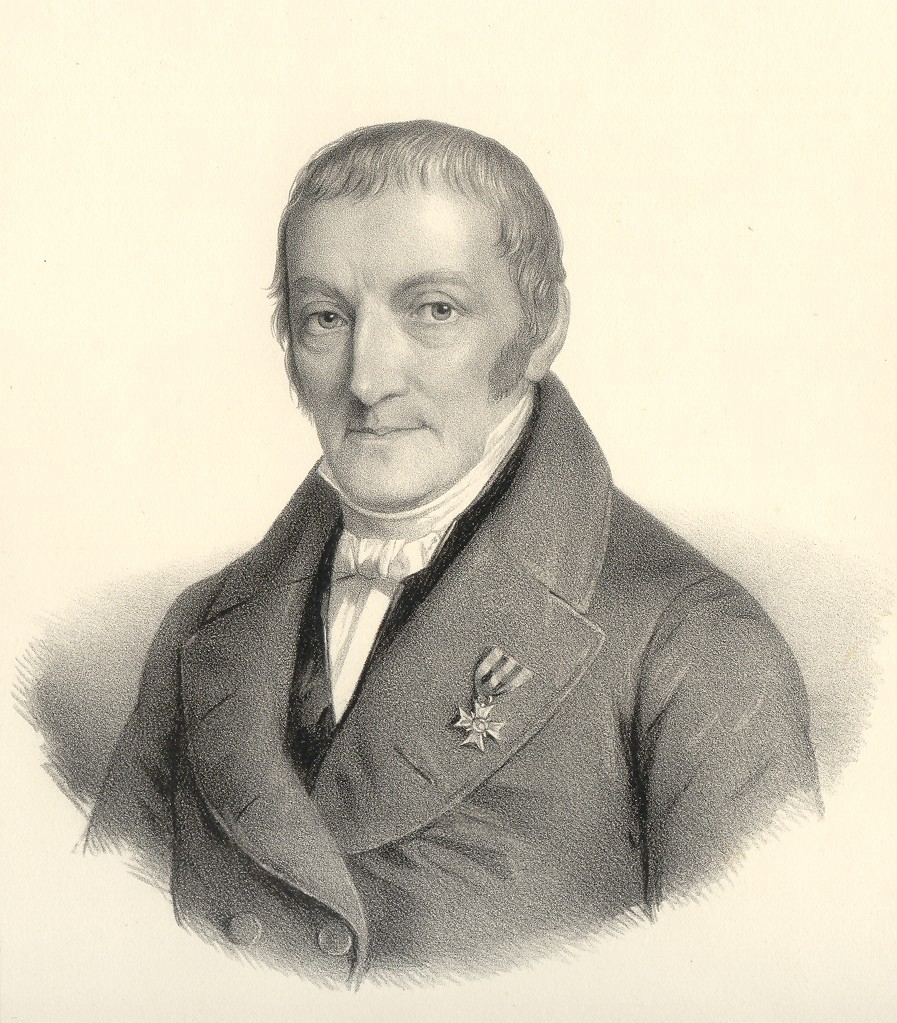
Karl Ludwig von Haller

La période de la confédération germanique voit également l'émergence des conservateurs en réaction à la révolution française.
Ils veulent une conservation de l'ancien régime, refusent les idées du siècle des Lumières, le rationalisme avant tout, les principes de la Révolution comme l'égalité entre citoyens, la souveraineté du peuple et les idées nationalistes.
Leurs critiques n'épargnent pas non plus le despotisme éclairé et l'État centralisé. Ils refusent également la déchristianisation du monde.
Ils sont à l'inverse favorables à une société d'ordre et de corporations ainsi qu'à la monarchie.
En matière de politique sociétale, ils considèrent que les inégalités entre hommes sont dues à la volonté divine.
Parmi les précurseurs, on relève Karl Ludwig von Haller qui publie en 1816 Restauration der Staatswissenschaft (Restauration de la science politique), qui influence tout particulièrement la pensée conservatrice dans le monde germanique.
Ce n'est que durant la période de la Vormärz qu'un autre courant conservateur se développe, porté par Friedrich Julius Stahl (de) qui n'est pas opposé à la monarchie constitutionnelle.
En réaction à la Révolution de Juillet, un hebdomadaire conservateur commence à paraître à Berlin : la Wochenblatt (l'hebdomadaire),.
Enfin le mouvement politique catholique a ses racines dans le Vormärz. Les démêlés de Cologne, qui marquent une période de forte tension entre catholiques et Prusse, ont un rôle central dans ce processus.
Le conflit naît du fait que l'Église et le royaume prussien n'ont pas la même opinion sur l'éducation catholique des enfants dont les parents sont de confessions différentes.
Ce premier différend est associé aux écrits théologiques de Georg Hermes, représentant d'une théologie rationaliste, condamnés par le Vatican.
L'archevêque de Cologne Clément-Auguste Droste zu Vischering n'est pas d'accord avec les thèses de ce dernier, et critique en outre l'État prussien qui est partisan d'Hermes et refuse de renvoyer des universités ses disciples.
Le conflit s’aggrave quand le gouvernement prussien fait emprisonner l'archevêque.
Cet événement déclenche une vive protestation chez les catholiques, qui s'ajoutent à un ancien sentiment anti-prussien très répandu dans la province du Rhénanie et de Westphalie.
Ils réagissent en distribuant de nombreux tracts dans lesquels ils défendent la liberté de l'Église, et, de manière quelque peu paradoxale, les privilèges de celle-ci. Ils y exigent également le renforcement de l'enseignement religieux.
Le mouvement politique catholique est créé en 1838 quand Joseph Görres se met à éditer le Historisch-politische Blätter für das katholische Deutschland (magazine historico-politique pour l'Allemagne catholique)
,.

#### Crise du Rhin et début d'un nationalisme organisé
Les événements extérieurs, comme la révolution de Juillet, ont une grande influence sur la confédération germanique.
Dans les années 1840, cela est particulièrement flagrant. La France est à l'époque isolée sur la scène diplomatique alors qu'elle soutient Méhémet Ali en Égypte. Les autres grandes puissances ne sont en effet pas intéressées par la dislocation de l'Empire ottoman.
Cette défaite diplomatique, conduit à un regain de patriotisme dans le pays.
Edgar Quinet défend ainsi la thèse que la relative inertie dans la politique intérieure française est liée à la faiblesse sur le plan extérieur de la monarchie de Juillet.
L'opinion publique, nostalgique de l'époque napoléonienne, réclame la reconquête de la rive gauche du Rhin.
Le premier ministre Adolphe Thiers ne peut échapper à la question.
Afin d'obtenir la révision du traité de Londres de 1840, la France fait pression sur la Prusse et l'Autriche en militarisant sa frontière est.
Le roi qui considère que cette politique est risquée décide de procéder à un remaniement ministériel. Le nouveau gouvernement est alors favorable à une politique de stabilité dans le sens de Metternich.
Cet épisode qu'on nomme crise du Rhin s'est donc vite refermé.
Mais cette crise exacerbe le sentiment national outre-Rhin. En témoignent : la chanson de Nikolaus Becker « Ils ne doivent pas nous avoir, nous le Rhin allemand libre »,
le poème de Max Schneckenburger la garde sur le Rhin ou le Lied der Deutschen, actuel hymne national allemand, de Heinrich Hoffmann von Fallersleben, même si ce dernier en tant que démocrate n'est pas un nationaliste.
Ernst Moritz Arndt, quant à lui, appelle dans sa chanson non seulement à la défense du Rhin, mais également à la reconquête de l'Alsace-Lorraine.
Cette bouffée de nationalisme entraîne un développement fulgurant des associations de chant pour hommes. Les fêtes où l'on chante deviennent des organisations de masse durant le Vormärz.
En 1848, on dénombre 1 100 associations de ce type pour 100 000 membres.
Pour les mêmes raisons les associations sportives connaissent également un fort développement dans les années 1840 et atteignent des statistiques comparables à celles des associations de chants.
Le mouvement catholique allemand de Johannes Ronge est seulement à partir de cette époque catalogué comme nationaliste. Il cherche à créer une Église allemande et compte jusqu'à 80 000 membres répartis dans 240 communes.
Il participe à la diffusion des idées nationalistes au-delà des étudiants et des bourgeois cultivés en touchant les ouvriers et la petite bourgeoisie.

### Révolution de 1848

Armoiries de la confédération germanique avec l'aigle bicéphale en vigueur à partir de mars 1848

À l'exception de Berlin et de Vienne, où des émeutes violentes éclatent en mars 1848, l'opposition libérale, soutenue par une large part de la population, obtient rapidement et facilement des concessions dans presque tous les autres États, de manière pacifique.
Même en Prusse et en Autriche, les gouvernements doivent également reculer sur leur position.
Des gouvernements de mars, libéraux, sont nommés dans presque tous les États.
À l'inverse les souverains, à l'exception de Louis Ier de Bavière qui n'a pas réussi à faire oublier sa liaison avec Lola Montez, conservent leurs trônes.
La révolution met en péril l'existence immédiate de la confédération. Elle symbolise en effet la restauration et les obstacles pour la formation d'un État national allemand.
Le Bundestag commence alors un double jeu, d'une part il fait des concessions aux libéraux, les décrets de Carlsbad sont ainsi abrogés, les couleurs Noir-Rouge-Or deviennent celles de la confédération, des armoiries fédérales sont créées et enfin on charge des personnalités politiques de premier plan de réviser la constitution.
D'autre part, elle renforce les forteresses fédérales afin de préparer une répression de la révolution.
Dans le sud-ouest de l'Allemagne, les troupes fédérales sont mobilisées contre les révolutionnaires, fin mars les forteresses sont prêtes à la guerre.
En avril 1848, une Bundesintervention (de) est prononcée contre Friedrich Hecker et ses troupes pour protéger le Grand-duché de Bade.
Des soldats originaires de la Hesse et du Wurtemberg combattent avec ceux de Bade à la bataille du Scheideck (de) et à Dossenbach (de).

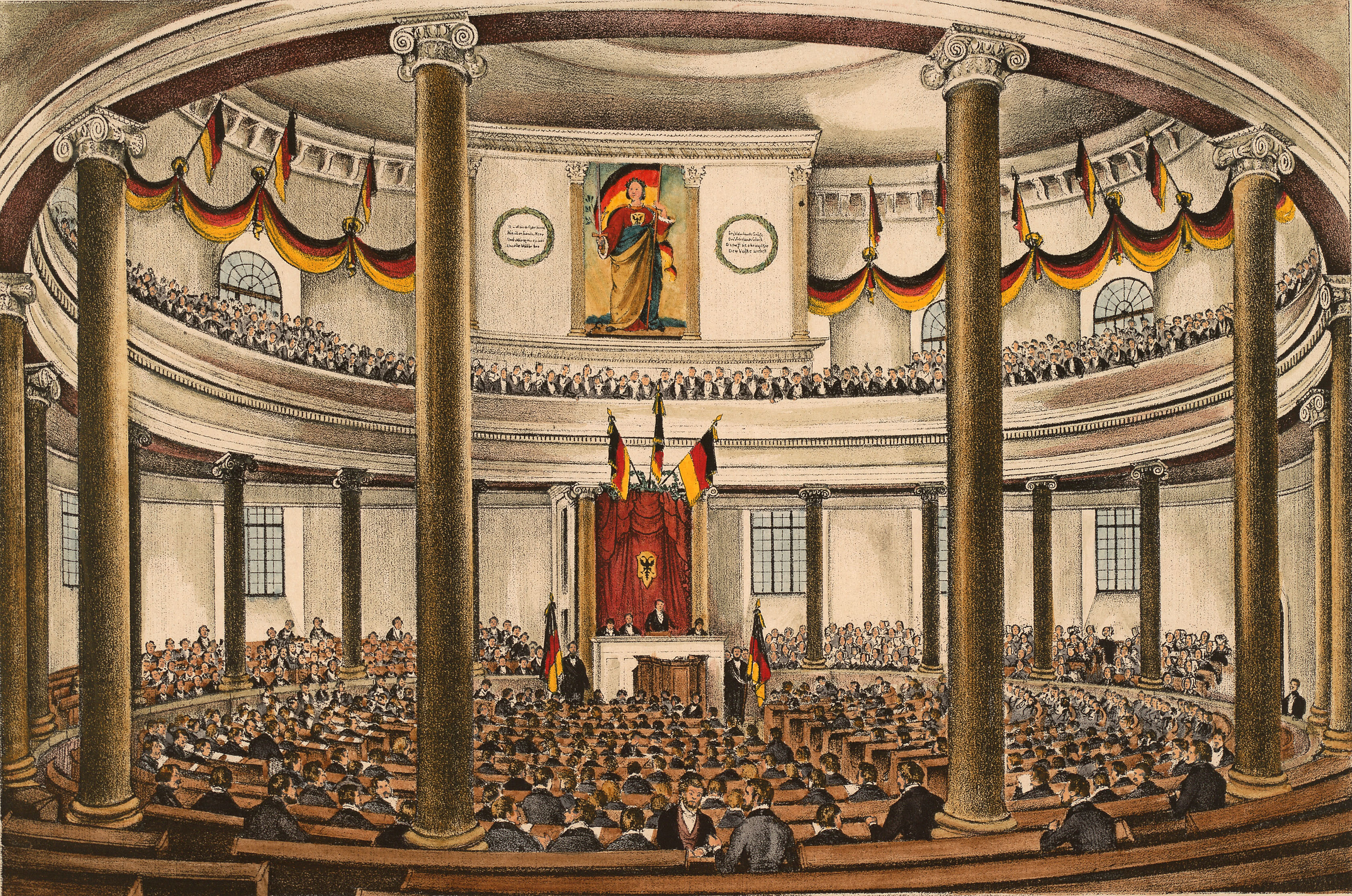
L'assemblée nationale dans l'église Saint-Paul de Francfort

Le conflit sur la question des duchés entre le Danemark et l'Allemagne est un autre sujet de tension pour la confédération.
À l'époque le duché de Holstein fait partie de la confédération, son souverain est le roi du Danemark également duc de Schleswig qui ne fait pas partie de la confédération mais du Danemark.
Alors que le Holstein est exclusivement habité par des Allemands, le Schleswig abrite à la fois des Danois et des Allemands.
La tentative du roi Frédéric VII, en cela influencé par les nationalistes danois, par le moyen d'une constitution d'annexer le Schleswig, alors seulement en union personnelle, conduit à la formation d'un gouvernement provisoire mené par les nationalistes allemands dans les duchés.
Ils mettent en avant que l'annexion du Schleswig est en contradiction avec le traité de Ribe conclu au XVIe siècle.
Ils se déclarent indépendants du Danemark et demandent l'aide de la confédération et de la Prusse afin d'ancrer les deux duchés en Allemagne.
La Prusse apporte son soutien militaire, outrepassant les droits de la confédération, le roi du Danemark étant également membre de cette dernière. Elle finit toutefois par apporter également son soutien au travers d'une Bundesexekution (de) à l'encontre du Danemark.
C'est ainsi que la 1re guerre des duchés éclate. Elle dure officiellement jusqu'en 1851 avec le retour à la situation antérieure.
Le mouvement nationaliste allemand soutient avec enthousiasme la guerre. La confédération germanique ne peut cependant pas endiguer sa lente perte de toute légitimité alors que le parlement de Francfort, élu, siège pour la première fois le 18 mai 1848.
Ainsi même si ses institutions restent dans un premier temps en place, la confédération germanique cesse alors concrètement d'exister.
La création du pouvoir central provisoire et la nomination du régent impérial Jean-Baptiste d'Autriche en juillet 1848, pousse le Bundestag vers la sortie.

### Renaissance de la confédération
L'échec de l'assemblée nationale de Francfort, qui ne parvient pas à créer un État-nation démocratique, et la victoire de la contre-révolution en 1849 permettent la restauration de la Confédération germanique.
Toutefois, comme les relations entre l'Autriche et la Prusse se sont nettement dégradées, le fonctionnement de la confédération devient moins efficace,.
Le roi de Prusse Frédéric-Guillaume IV a refusé en avril 1849 la couronne impériale qui lui était proposée par le parlement de Francfort sous prétexte qu'elle ne provient pas de la volonté des autres souverains allemands mais de la « populace ».
Par la suite le conservateur modéré Joseph von Radowitz tente d'unifier l'Allemagne au profit de la Prusse, en appliquant la solution petite-allemande, c'est-à-dire une Allemagne unie mais sans l'Autriche. Pour appliquer cette solution, qui date d'avant la révolution et était également soutenue par les libéraux, il tente de convaincre les autres princes allemands.
L'Autriche, de son côté, devait être incorporée dans une union plus souple avec le nouvel Empire allemand dans l'« union allemande ».
Cette « politique d'union » menée par la Prusse est rejetée dès mai 1849 par l'Autriche.
D'autres grands États en font de même, comme la Bavière ou le Wurtemberg, suivis en 1850 de la Saxe et du Hanovre.
L'union d'Erfurt est cependant réunie en 1850 pour débattre de la question et écrire une constitution,.

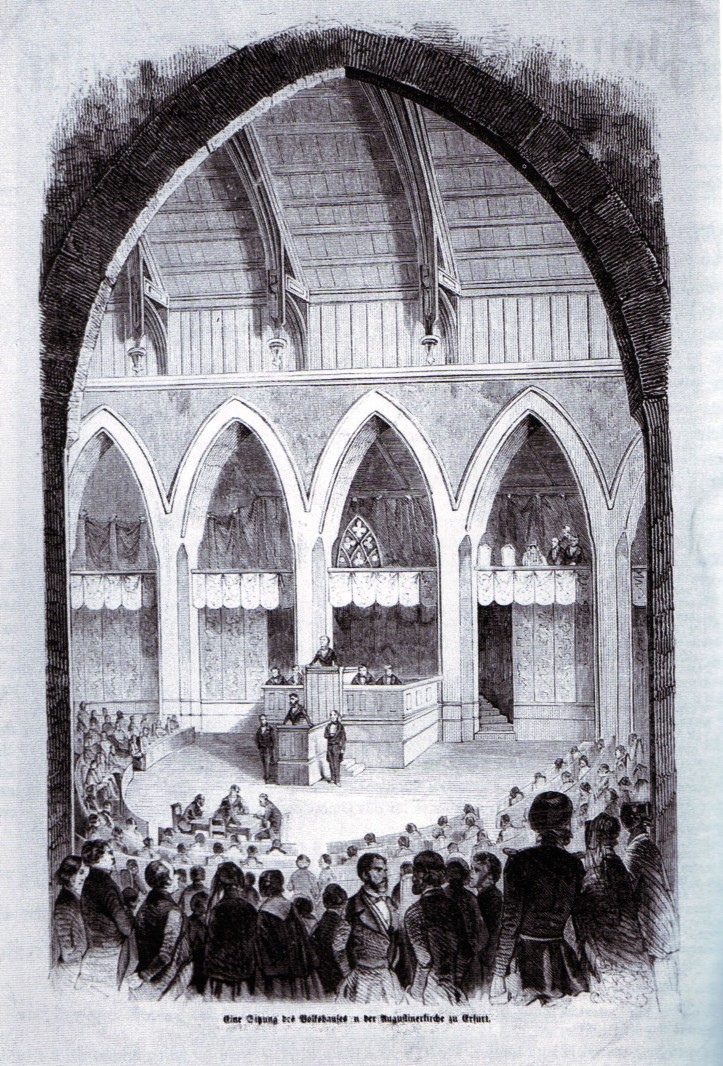
L'Union d'Erfurt siégeant dans l'église Saint Augustin

Afin de mettre fin à ces projets, le chancelier autrichien Felix zu Schwarzenberg décide en mai 1850 de convoquer un congrès pour faire renaître la confédération germanique.
En outre, un Bundestag réduit à quelques États est rassemblé le 2 septembre 1850.
Il réclame les compétences qu'avait celui de la confédération avant sa dissolution et est boycotté par les États de l'union et par la Prusse.
De son côté cette dernière conclut une convention militaire avec ses alliés, par laquelle les petits États abandonnent leur indépendance militaire.
Le conflit entre l'union et la confédération « réduite » se cristallise autour de la question des duchés du Holstein et du Schleswig.
La confédération réduite veut répondre favorablement aux demandes danoises de mettre fin a la révolution tandis que la Prusse s'y oppose.
Un second conflit s'ouvre en Hesse-Cassel quand le prince-électeur tente de contourner son parlement.
Radowitz voit les deux problèmes comme des questions de prestige avant tout qui peuvent mener à une guerre si le Bundestag venait à prononcer une Bundesexekution.
L'Autriche conclut avec la Bavière et le Wurtemberg l'alliance défensive de Bregenz le 12 octobre et peut également compter au niveau international sur le soutien de la Russie.
Le 1er novembre 1850 des troupes fédérales marchent sur le Hesse-Cassel. La Prusse fait de même peu après.
Radowitz n'a par ailleurs plus tout le soutien dont il a besoin. De peur du déclenchement d'une guerre civile en Allemagne il est démis de ses fonctions de ministre des affaires étrangères.
Le nouveau gouvernement dirigé par Otto Theodor von Manteuffel, mobilise certes l'armée mais commence immédiatement des négociations avec l'Autriche,.
Finalement la conférence d'Olmütz du 29 novembre 1850 permet aux belligérants de trouver un compromis en mettant fin à l'union d'Erfurt et en faisant officiellement renaître la confédération germanique.
La forme que doit prendre la nouvelle institution n'est toutefois pas bien définie, à la conférence ministérielle de Dresde du 23 décembre 1850 au 15 mai 1851 à laquelle participent tous les États membres différentes propositions sont à l'étude.
La première consiste à revenir à la solution antérieure à 1848, la seconde à réformer celle-ci en renforçant l'exécutif fédéral en particulier, mais aussi en la dotant de pouvoirs d'ordre économique et législatif.
Les propositions des uns et des autres étant souvent opposées, le retour à la situation antérieure est privilégié,.

### La confédération germanique durant la période réactionnaire
Dans les années qui suivent, dite ère réactionnaire, la confédération germanique recommence à jouer un rôle central dans la lutte contre l'opposition, tout comme elle l'avait fait lors de la restauration.
Au départ il s'agit de revenir sur les acquis de la révolution.
La constitution de Francfort est ainsi révoquée le 23 août 1851 par l'assemblée fédérale.
Elle vote également l'acte fédéral réactionnaire (de) qui en fait une instance suprême, pouvant outrepasser les constitutions des États.
L'objectif est encore une fois de liquider les décisions faites durant la révolution.
Un comité de la réaction est mis en place afin de contrôler l’exécution de ces nouvelles lois.
Les États de Saxe-Cobourg, Anhalt, Liechtenstein, Waldeck, Lippe, Hesse-Hombourg, Hanovre, Francfort, Brême et Hambourg sont ciblés par le comité et doivent changer leurs lois.
Afin de faire exécuter ces décisions, l'armée doit plusieurs fois intervenir, par exemple à Brême et dans le Hesse-Cassel.
Dans ce dernier État, la confédération interprète son droit d’ingérence dans un sens particulièrement coercitif : il se voit imposer une nouvelle constitution écrite directement par la confédération. Le prince-électeur Frédéric-Guillaume Ier l'octroie en 1852.
Tout cela est en profonde contradiction avec les principes fondateurs de la confédération adoptés entre 1815 et 1820 qui garantissaient que les constitutions des différents États ne pouvait être abolies ou modifiées par elle. Par ailleurs ces principes prévoyaient également une implication des parlements dans la rédaction des constitutions.
Tous ces nouveaux instruments législatifs doivent permettre de poursuivre efficacement les membres de l'opposition sans avoir à utiliser la justice de chaque État membre. Benedikt Waldeck, meneur des démocrates en Prusse, a par exemple profité des faiblesses judiciaires de son royaume pour échapper aux sanctions, chose qui devient impossible avec les nouvelles décisions fédérales.
La réintroduction de la censure le 13 juillet 1854 vient compléter le dispositif de lutte contre les organisations politiques d'opposition.
La tentative de constituer une police centrale fédérale échoue, mais à la place est créé un programme de coordination et d'échange d'informations entre les polices en 1851, pour lutter contre la propagation des idées révolutionnaires, qui se montre assez efficace.
Cette organisation n'a certes pas de légitimité fédérale mais fait coopérer les polices de Prusse, d'Autriche, de Hanovre et de Saxe. Les autres États rejoignent ensuite peu à peu cette coordination.
La contre-révolution réussit donc dans un premier temps à imposer ses idées.
La presse d'opposition, qu'elle soit socialiste ou démocrate, est interdite.
Les journaux libéraux sont également dans une situation de grande précarité.
La formation de partis politiques est interdite : le système des fractions issu de la révolution est détruit.

### La nouvelle ère et la réapparition de la vie politique
La période dite de la « nouvelle ère », terme déjà employé à l'époque, succède à celle de la réaction et marque un nouveau départ pour la vie politique allemande.
Le début de la transition entre les deux périodes correspond à l'ascension sur le trône de Prusse de Guillaume Ier en lieu et place de Frédéric-Guillaume IV.
La période ne s'étale cependant réellement que de 1858 à 1862, avec des différences selon les États.
Elle se manifeste par la nomination de nouveaux gouvernements et par plus de liberté sur le plan politique et sociétal.

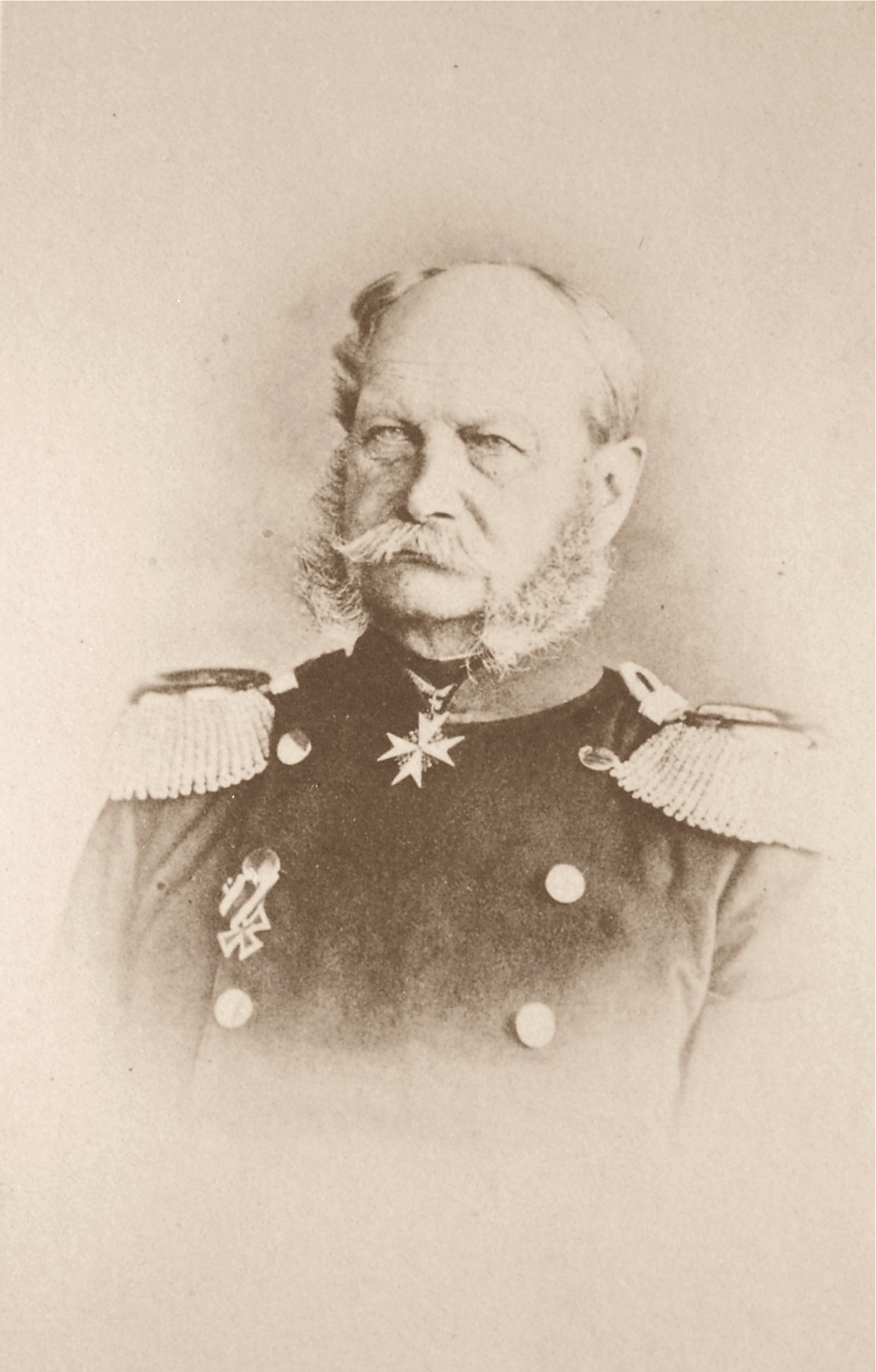
Le futur Guillaume Ier, alors régent de Prusse (1858)

La transition progressive entre la régence et Guillaume Ier change le climat politique.
Pour la première fois, la chambre des représentants émet des critiques sur le gouvernement.
Ainsi Friedrich Harkort, libéral modéré originaire de la région rhénane, remet en cause les dépenses entraînées par la mise en place dans la totale illégalité d'une police politique.
Quand le prince porte serment sur la constitution les espoirs d'un prochain changement sont au plus haut.
On en voit les conséquences dans les revendications des libéraux au parlement qui deviennent de plus en plus ambitieuses.
Un autre symbole est le renvoi du cabinet réactionnaire mené par Manteuffel le 5 novembre 1858 qui est remplacé par le libéral-conservateur Charles-Antoine de Hohenzollern-Sigmaringen.
Toutefois le véritable meneur de la vie politique est l'ancien ministre-président Rudolf von Auerswald, qui a un poste de ministre sans portefeuille au sein du gouvernement.
Cette nomination met fin aux bonnes relations politiques entre l'Autriche et la Prusse, et par la même occasion à la réaction dans la confédération germanique.
La vie politique renaît : la fête de Schiller (de) pour les 100 ans de la naissance de l'écrivain, qui devient de manière posthume une figure de proue du nationalisme allemand et de la lutte contre les autorités.
Ces fêtes tournent dans beaucoup d'endroits en manifestation politique.
Parmi les éléments catalyseurs de la renaissance politique on compte les débats sur la guerre en Italie ainsi que les craintes d'une guerre contre la France.
Ces éléments font ressurgir au grand jour les revendications d'unité et de liberté qui avaient culminé en 1848.
Les nouveaux partis politiques se démarquent en fonction de leurs opinions sur la politique autrichienne dans le conflit italien.
La première organisation est créée en 1859 à Francfort, il s'agit du Deutscher Nationalverein, constitué de libéraux et de démocrates, qui sur le modèle italien tente d'unifier le pays.
Il est favorable à la solution petite-allemande sous domination prussienne et ne pense pas que la confédération germanique puisse servir de base à la création d'un État-nation.
Il réclame la convocation d'un parlement allemand et d'un pouvoir central provisoire tout comme en 1848. Il se considère comme étant le « parti national », il a en effet de nombreuses caractéristiques d'un parti politique :
comme une assemblée de membres, toutefois son absence aux élections l'empêche de vraiment en être un.
Pour contrer cette organisation favorable à la solution petite-allemande se crée en 1862 la Deutscher Reformverein partisane de la solution grande-allemande.
Ses membres sont surtout originaires des États du sud de l'Allemagne et défendent également les intérêts des catholiques.
Ces deux organisations sont surtout constituées de membres de la bourgeoisie.
Les polémiques entre journalistes sur les questions historiques bat alors son plein : Heinrich von Sybel, membre du Nationalverein, critique vivement la configuration de l'ancien Reich, Julius von Ficker catholique et originaire de Westphalie, publie aussitôt une interprétation opposée.
Les deux associations sont dissoutes en 1866 après la guerre austro-prussienne ayant perdu leur raison d'être.
En parallèle se développent de véritables partis politiques, souvent issus du Nationalverein. Le premier est le parti progressiste allemand, d'orientation libérale-démocrate en 1861.
Dès sa formation, il participe aux élections pour la chambre des représentants de Prusse et joue un rôle majeur dans le conflit constitutionnel prussien.
À cause de divergences de point de vue sur la politique d'Otto von Bismarck pendant la guerre, le parti nationaliste se scinde du parti progressiste en 1866.
En dehors de la Prusse, un parti progressiste bavarois se crée en 1863. Il est plus fédéraliste que son homologue prussien tout en voulant également l'unité.
Dans le Wurtemberg, le parti démocrate est fondé en 1866, puis est étendu à tout le sud-ouest allemand sous le nom de parti populaire allemand.
Toujours la même année se crée en Saxe le parti populaire saxon, qui tente de rassembler aussi bien les démocrates issus de la bourgeoisie que les ouvriers.
Il est mené par August Bebel et Wilhelm Liebknecht et constitue un précurseur du parti social-démocrate.
Dès 1863, l'association générale des travailleurs allemands est fondée par Ferdinand Lassalle et constitue un parti ouvrier qui se détache nettement des démocrates bourgeois.
À côté des partis politiques des syndicats se développent surtout à partir de 1865. Ils ont encore des organisations et des objectifs très divers.
Dans l'Allemagne catholique, les années suivant 1848 voient également l'apparition d'une nouvelle organisation. Ainsi une fraction catholique se forme dès 1852 dans la chambre des représentants prussienne.
Elle est dénommée à partir de 1859 Fraktion des Zentrums (fraction du centre). Entre 1867 et 1870, elle n'est plus présente au parlement.
Par ailleurs, en 1865, se crée dans le Bade un parti populaire catholique. En 1869, la Bavière voit la création d'un parti patriote bavarois (de), aux racines catholiques.
Sur ces fondations et en réaction au Kulturkampf, le Zentrumspartei est fondé en 1870
.

### Échec de la réforme de la confédération
À partir de la fin des années 1850, il est évident pour l'opinion publique et pour le monde politique que la structure de la confédération germanique est obsolète.
Les gouvernements ont également conscience du problème et considèrent qu'une réforme de la constitution et de la structure de gouvernance devient inévitable.
La direction à prendre fait par contre débat.
Il est notamment question de savoir dans quelle mesure les revendications libérales doivent être prises en compte.
La place de l'Autriche dans la nouvelle structure est également discutée.
Enfin, on se demande même si la réforme peut encore se faire dans le cadre de la confédération.
Pour compliquer le tout, la dimension européenne de la confédération fait que les grandes puissances s'immiscent dans les discussions.

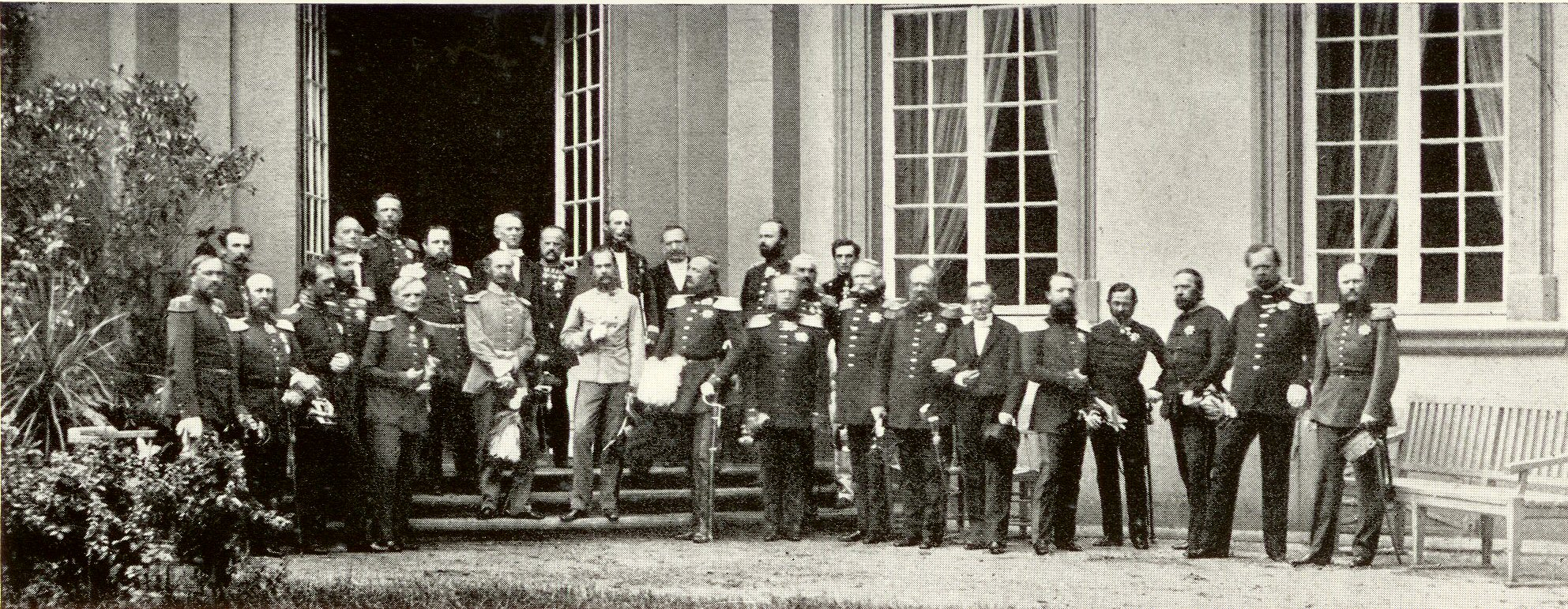
Photo du congrès des princes à Francfort en 1863

Les discussions font rage non seulement dans l'opinion publique, mais également entre États membres.
Ceux de taille moyenne veulent garder le caractère fédéral de la confédération, notamment sur le plan de l'égalité des droits.
À partir de 1854, la Prusse et l'Autriche se rapprochent, notamment parce qu'ils sont alliés dans la guerre de Crimée.
En réaction les États de taille moyenne commencent à mieux coordonner leur politique confédérale.
Ils s'accordent sur une réforme de la confédération, et se déclarent prêt à accéder aux revendications des libéraux dans une certaine mesure.
Cette volonté est au premier plan lors de la conférence de Wurtzbourg en novembre 1858. Les décisions sont prises et transmises à l'assemblée fédérale.
Le ministre-président bavarois Ludwig von der Pfordten mène les débats avec son homologue saxon Friedrich Ferdinand von Beust.
Les réformes conduites par les États moyens échouent à cause du refus de l'Autriche et de la Prusse en premier lieu, mais également à cause des dissensions internes à ces États.
Le gouvernement autrichien s'est toujours montré obtus à toutes réformes, cependant la montée du mouvement nationaliste le met sous pression et l'oblige à faire des concessions.
En conséquence, l'Autriche se met à faire quelques propositions de réformes.
Elles prévoient de constituer un directoire constitué de 5 membres. L'Autriche, la Prusse et la Bavière y aurait eu des postes permanents, tandis que les autres États membres auraient dû élire deux des leurs en faisant régulièrement tourner les sièges.
L'assemblée fédérale aurait été conservée, mais la parité en matière de voix aurait été mise en place entre la Prusse et l'Autriche : 3 voix chacun.
Dans les deux structures, l'Autriche aurait eu la présidence.
Par ailleurs, afin de contenter les libéraux, désireux d'une représentation populaire, une chambre des représentants aurait été créée.
Son élection ne devait cependant pas être directe : les représentants des différents parlements des États membres devaient y prendre place.
Une chambres des princes, sorte de chambre haute, aurait également été créée. Ensemble elles auraient formé un parlement disposant du pouvoir législatif.
Le projet prévoit enfin la création d'une cour de justice fédérale, une sorte de cour constitutionnelle sur le modèle de la chambre impériale de Wetzlar.
En plus des tâches dont avait déjà la charge la confédération, c'est-à-dire le maintien de l'ordre et des lois ainsi que la sécurité intérieure et la défense contre les autres pays, la réforme prévoit qu'elle aurait dû désormais préserver la puissance de la confédération, tout en protégeant et améliorant le bien-être de la nation allemande.
La confédération aurait ainsi eu beaucoup de caractéristiques d'un État fédéral.
L'Autriche veut également que la confédération garantisse ses intérêts propres à l'extérieur des frontières fédérales.
Le congrès des princes qui a lieu le 16 septembre 1863 à Francfort doit valider ces plans.
L'opinion libérale reproche à la réforme son absence de suffrage direct et marque donc clairement son opposition.
La réforme est également mal accueillie à Berlin. La Prusse veut être officiellement reconnue comme deuxième puissance dirigeante de la confédération, sur un pied d'égalité avec l'Autriche, cela n'est pas totalement accepté par les autres États.
En Prusse la période de la nouvelle ère s'est achevée en 1862, avec la nomination par Guillaume Ier des suites du conflit constitutionnel prussien du ministre-président de Prusse Otto von Bismarck.
Celui-ci mène une politique visant à accroître le pouvoir de la Prusse dans la confédération. Il oblige le roi à faire la politique de la chaise vide au congrès des princes, avant de refuser formellement les plans de réformes de la confédération.
Cet échec envoie la politique fédérale autrichienne dans une impasse, dont elle ne ressort pas avant 1866.
Les revendications prussiennes concernent avant tout un renforcement de sa propre position dans la confédération.
Elle demande l'alternance de la présidence, un droit de veto des deux grandes puissances dans l'assemblée fédérale, une réforme de la constitution militaire et l'officialisation du Main comme limite entre la sphère d'influence autrichienne et prussienne.
Ces revendications ne sont pas nouvelles, mais Bismarck leur redonne de l'élan après 1862 quand il demande la création d'un parlement allemand élu.
En reprenant ce sujet défendu par les libéraux, il obtient leur soutien dans le domaine, même si ceux-ci sont toujours en profond désaccord avec lui dans le conflit constitutionnel.
Tout cela rend toujours plus clair que le gouvernement prussien privilégie la solution petite-allemande.
Les principaux responsables savent que cette option ne peut se mettre en place qu'après une guerre avec l'Autriche.
Le gouvernement autrichien s'oppose aux revendications prussiennes. Cette opposition entre les deux grandes puissances provoque de fait la fin des tentatives de réforme de la confédération germanique.

## La fin de la confédération
En 1864 éclate la seconde guerre des duchés contre le Danemark. La constitution de novembre mise en place en 1863 par le gouvernement danois conduit par les nationaux-libéraux en est l'élément déclencheur. Elle lie en effet le duché de Schleswig à la couronne danoise, et ce en contradiction avec le traité de Londres de 1852.
La précédente constitution de ce type, qui avait conduit à la première guerre des duchés, avait été révoquée en 1858 par le Bundestag de Francfort en ce qui concerne le duché de Holstein. Le Schleswig par contre est un fief danois, en union personnelle avec le roi du Danemark.
L'Autriche est réticente à mener une Bundesexekution à l'encontre du Holstein, mais Bismarck réussit par le jeu diplomatique à l'y contraindre.
Fin 1863, les troupes prussiennes et autrichiennes occupent le Holstein, le 1er février 1864 le Schleswig. Sous la bienveillance des grandes puissances européennes, les duchés sont conquis au détriment du Danemark.

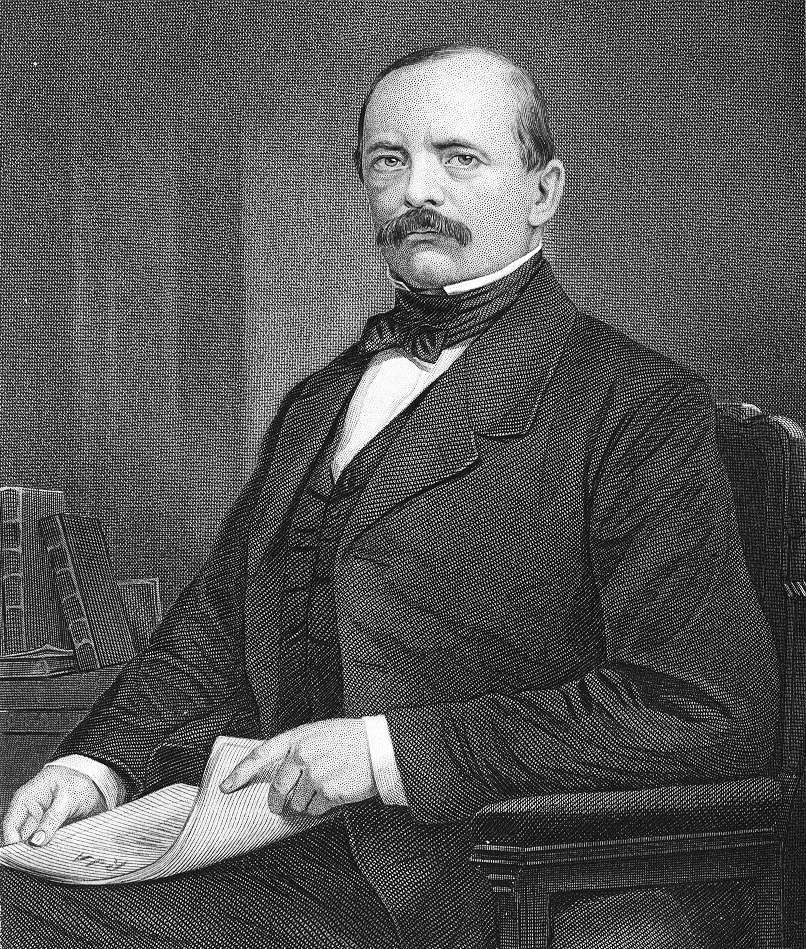
Otto von Bismarck

Après la guerre se pose la question de l'avenir politique des deux duchés. Cela crée une rivalité qui n'est pas pour déplaire à Bismarck qui l'avait anticipée.
L'Autriche veut faire trancher le Bundestag afin d'éviter que les deux duchés ne tombent dans les mains prussiennes. La Prusse de son côté voit cette manœuvre comme une violation des accords de Gastein, qui prévoit un accord à l'amiable entre les deux puissances allemandes. Elle veut également occuper une partie du Holstein.
Au même moment, la Prusse conclut en secret un pacte militaire avec l'Italie qui prévoit de céder des territoires autrichiens au nouveau royaume. Berlin oppose au droit fédéral un droit que la Prusse aurait de représenter de la nation afin l'unifier. Des suites de la demande de Bundesexekution de l'Autriche contre la Prusse, Bismarck déclare que le Bundesakte est expiré.
En 1866, sévit la guerre austro-prussienne dans laquelle la quasi-totalité des États allemands est impliquée. La Prusse remporte une victoire décisive lors de la bataille de Sadowa. Dans les accords de paix, l'Autriche reconnaît la nouvelle organisation des États allemands de laquelle elle est exclue. Dans l'article II des accords de la paix préliminaire de Nicolsbourg, il est écrit :

« Sa majesté l'empereur d'Autriche reconnaît la dissolution de l'ancienne confédération germanique, et donne son accord pour une nouvelle organisation de l'Allemagne sans la participation des États impériaux autrichiens,. »

La paix de Prague du 23 août 1866 confirme la dissolution de la confédération dans son article IV. L'Autriche reconnaît également en même temps la création de la confédération d'Allemagne du Nord, tandis que l'avenir des États sud-allemands est mis entre parenthèses pour un temps . La dernière assemblée fédérale a lieu le lendemain de la signature du traité.
La Prusse annexe le Schleswig-Holstein, le royaume de Hanovre (George V est détrôné), le duché de Nassau (Adolphe est détrôné), l'électorat de Hesse (Frédéric-Guillaume Ier est détrôné) ainsi que la ville de Francfort-sur-le-Main qu'elle place sous administration militaire. D'autres États membres intègrent la sphère d'influence prussienne comme le royaume de Saxe. Cela permet la création de la confédération de l'Allemagne du Nord, qui réalise la solution petite-allemande dans le nord du pays et légitime l'hégémonie prussienne. Bismarck renonce par contre au projet de faire perdre des territoires à l'Autriche. Les États sud-allemands restent dans un premier temps indépendants : le royaume de Bavière, du Wurtemberg, le grand-duché de Bade (reconnu grâce aux pressions françaises), le grand-duché de Hesse (au sud du Main, après la perte de quelques territoires) l'Autriche, le Luxembourg, le Liechtenstein et le Limbourg. La Prusse y étend cependant sa sphère d'influence en concluant avec ces États des traités de défense mutuelle, si bien qu'après la guerre franco-allemande de 1870 l'Empire allemand est fondé le 18 janvier 1871 dans la galerie des glaces du château de Versailles. Seuls l'Autriche, le Luxembourg, le Liechtenstein et le Limbourg en restent exclus.

## Synthèses

### Les problèmes historiographiques
La confédération germanique est un sujet à controverse parmi les historiens, ceux-ci ont des opinions très différentes à son sujet selon leur appartenance politique.
Le débat entre solution petite-allemande et solution grande-allemande a ainsi aussi lieu entre historiens. Après l'unification, les historiens partisans de la petite-allemande, tel Heinrich von Treitschke ou Heinrich von Sybel voient en elle une pâle copie des États-nations européens. Ottokar Lorenz (de) et Heinrich Friedjung (de) qui adoptent un point de vue marqué par la solution grande-allemande, ne trouvent que peu d'écho.
Ce n'est qu'après la Première Guerre mondiale et la révolution de novembre que la vision sur la confédération germanique évolue. Ainsi, Heinrich Srbik (de) remet en cause avec véhémence la vision historique promue par les partisans de la solution petite-allemande et se fait l'avocat de la solution grande-allemande et de la confédération germanique. Erich Marcks ou Hans Erich Feine (de) de leurs côtés considèrent la confédération comme une étape de transition vers l'État-nation allemand. La méthode de Franz Schnabel, qui consiste à étudier les aspects sociétaux et culturels à côté de ceux politiques pour comprendre l'histoire du XIXe siècle passe largement inaperçue. Avec la montée en puissance du national-socialisme la vision de la solution petite-allemande change de nouveau dans l'étude de l'histoire.
Après 1945, les fronts idéologiques perdent de leur importance sur la question et on voit la confédération germanique de manière plus nuancée. Cependant, des historiens comme Hans Herzfeld ou Fritz Hartung pointent du doigt l'incapacité de la confédération de poursuivre son développement. À l'inverse, Theodor Schieder met en valeur le caractère défensif et le rôle qu'a joué la confédération dans le maintien de la paix dans ses frontières lors de son existence. Ernst Rudolf Huber quant à lui considère que la confédération au départ n'était pas condamnée à l'échec en réaffirmant son potentiel de développement. Ces deux dernières positions dominent dans la recherche historique postérieure.
Toutefois, même si dans les ouvrages historiques sur l'histoire de l'Allemagne du XIXe siècle comme Gesellschaftsgeschichte de Wehler ou Deutscher Geschichte de Nipperdey, la confédération germanique joue un rôle important, ou si Heinrich Lutz (de) ou Lothar Gall mettent en lumière des détails historiques la concernant, une analyse historique approfondie de la confédération manque toujours.

### Les membres de la confédération
Liste des membres de la confédération germanique, au total 41, au 1er septembre 1815 :
| État                                      | Statut                 | Capitale       | Début | Fin  | Commentaire |
| ----------------------------------------- | ---------------------- | -------------- | ----- | ---- | --- |
| Empire d'Autriche                         | Empire                 | Vienne         | —     | —    | sans la Hongrie, la Croatie-Slavonie, la Galicie, la Dalmatie, la Lombardie-Vénétie et la Transylvanie ; en 1818 la partie ouest de la Galicie (Auschwitz, Saybusch et Zator) intègre la confédération également                                |
| Royaume de Prusse                         | Royaume                | Berlin         | —     | —    | sans le Canton de Neuchâtel, la Posnanie, la Prusse-Orientale et la Prusse-Occidentale ; de 1848 à 1851 les provinces de Prusse orientale et occidentale, ainsi que la partie ouest et nord de la province de Posnanie intègre la confédération |
| Royaume de Bavière                        | Royaume                | Munich         | —     | —    | — |
| Royaume de Hanovre                        | Royaume                | Hanovre        | —     | —    | jusqu'en 1837 en union personnelle avec la Grande-Bretagne |
| Royaume de Saxe                           | Royaume                | Dresde         | —     | —    | — |
| Royaume de Wurtemberg                     | Royaume                | Stuttgart      | —     | —    | — |
| Électorat de Hesse                        | Électorat              | Cassel         | —     | —    | — |
| Grand-duché de Hesse                      | Grand-duché            | Darmstadt      | —     | —    | — |
| Grand-duché de Bade                       | Grand-duché            | Karlsruhe      | —     | —    | — |
| Luxembourg                                | Grand-duché            | Luxembourg     | —     | —    | en union personnelle avec les Pays-Bas, après 1839 la partie ouest du pays sort de la confédération, en accord avec la Belgique ; à l'inverse le Duché de Limbourg, également contrôlé par les Néerlandais, fait le chemin inverse              |
| Grand-duché de Mecklembourg-Schwerin      | Grand-duché            | Schwerin       | —     | —    | — |
| Grand-duché de Mecklembourg-Strelitz      | Grand-duché            | Strelitz       | —     | —    | — |
| Grand-duché de Saxe-Weimar-Eisenach       | Grand-duché            | Weimar         | —     | —    | — |
| Duché d'Anhalt                            | Duché                  | Dessau         | 1863  | —    | — |
| Duché d'Anhalt-Bernbourg                  | Duché                  | Bernbourg      | —     | 1863 | — |
| Duché d'Anhalt-Köthen                     | Duché                  | Cothen         | —     | 1847 | — |
| Duché d'Anhalt-Dessau                     | Duché                  | Dessau         | —     | 1863 | — |
| Duché de Brunswick                        | Duché                  | Brunswick      | —     | —    | — |
| Duché de Holstein                         | Duché                  | Kiel           | —     | —    | jusqu'en 1864 en union personnelle avec le Danemark |
| Duché de Limbourg                         | Duché                  | Maastricht     | 1839  | —    | à partir de 1839 en union personnelle avec les Pays-Bas |
| Duché de Nassau                           | Duché                  | Wiesbaden      | —     | —    | — |
| Grand-duché d'Oldenbourg                  | Duché puis grand-duché | Oldenbourg     | —     | —    | — |
| Duché de Saxe-Altenbourg                  | Duché                  | Altenbourg     | 1826  | —    | — |
| Duché de Saxe-Cobourg-Saalfeld            | Duché                  | Cobourg        | —     | 1826 | — |
| Duché de Saxe-Gotha-Altenbourg            | Duché                  | Gotha          | —     | 1826 | — |
| Duché de Saxe-Cobourg et Gotha            | Duché                  | Cobourg        | 1826  | —    | — |
| Duché de Saxe-Hildburghausen              | Duché                  | Hildburghausen | —     | 1826 | à partir de 1826 duché de Saxe-Altenbourg |
| Duché de Saxe-Lauenbourg                  | Duché                  | Lauenbourg     | —     | —    | jusqu'en 1864 en union personnelle avec le Danemark |
| Duché de Saxe-Meiningen                   | Duché                  | Meiningen      | —     | —    | — |
| Liechtenstein                             | Principauté            | Vaduz          | —     | —    | — |
| Principauté de Hohenzollern-Sigmaringen   | Principauté            | Sigmaringen    | —     | 1850 | — |
| Principauté de Hohenzollern-Hechingen     | Principauté            | Hechingen      | —     | 1850 | — |
| Principauté de Lippe                      | Principauté            | Detmold        | —     | —    | — |
| Principauté de Waldeck-Pyrmont            | Principauté            | Arolsen        | —     | —    | — |
| Principauté de Schaumbourg-Lippe          | Principauté            | Bückeburg      | —     | —    | — |
| Principauté de Reuss branche aînée        | Principauté            | Greiz          | —     | —    | — |
| Principauté Reuss branche cadette         | Principauté            | Gera           | —     | —    | — |
| Principauté de Schwarzbourg-Rudolstadt    | Principauté            | Rudolstadt     | —     | —    | — |
| Principauté de Schwarzbourg-Sondershausen | Principauté            | Sondershausen  | —     | —    | — |
| Landgraviat de Hesse-Hombourg             | Landgraviat            | Hombourg       | 1817  | —    | — |
| Brême                                     | Ville libre            | —              | —     | —    | — |
| Ville libre de Francfort                  | Ville libre            | —              | —     | —    | — |
| Hambourg                                  | Ville libre            | —              | —     | —    | — |
| Lübeck                                    | Ville libre            | —              | —     | —    | — |

- La seigneurie de Kniphausen est un cas à part, à partir de 1854 il dispose en effet d'une souveraineté réduite sans être pour autant membre de la confédération.

### L'évolution territoriale
La décision fédérale du 7 juillet 1817 et l'entrée du Hesse-Homburg en tant que 39e membre, la confédération connaît sa première expansion.
Le nombre de membres change ensuite régulièrement, certains souverains décédant sans descendance ce qui conduit souvent à la fusion de plusieurs États.
Les changements sont les suivants :
- En 1825, la maison de Saxe-Gotha-Altenbourg s'éteint, les duchés saxons sont alors réorganisés : le Saxe-Gotha-Altenbourg est divisé : Saxe-Gotha revient à Saxe-Cobourg-Saalfeld qui doit se défaire du Saalfeld au profit du Saxe-Meiningen. Il change donc de nom en Saxe-Cobourg-Gotha. Altenbourg est donné au duc de Hildburghausen, qui est élevé au rang de duc de Saxe-Altenbourg. En dédommagement Hildburghausen est transféré à Saxe-Meiningen. Tous ces changements entrent en vigueur en 1826.
- En 1839, le duché de Limbourg est reçu par les Pays-Bas en compensation pour la perte de la partie wallonne du Luxembourg au profit de la Belgique au cours de sa révolution. Le grand-duché du Luxembourg reste dans la confédération.
- En 1847, le duché d'Anhalt-Köthen est partagé entre le duché d'Anhalt-Dessau et le duché d'Anhalt-Bernbourg lors de la succession.
- Entre 1848 et 1851, la révolution de mars entraîne de grand remaniement dans la confédération. Les parties orientales du royaume de Prusse intègrent la confédération : province de Prusse-Occidentale, province de Prusse-Orientale, province de Posnanie.
- En 1849, toujours dans le cadre de la révolution de mars, le Hohenzollern-Hechingen et le Hohenzollern-Sigmaringen sont reçus par la Prusse après que leurs souverains respectifs ont abdiqué.
- En 1863, Le duché d'Anhalt-Bernburg est reçu par héritage par le duché d'Anhalt-Dessau qui est renommé duché d'Anhalt.
- En 1864, des suites de la 2e guerre des duchés le duché de Schleswig est intégré à la confédération. Le Schleswig-Holstein est administré conjointement par la Prusse et l'Autriche, ce qui conduit à la guerre austro-prussienne en 1866.
- En 1866, la guerre austro-prussienne met fin à la confédération germanique, officiellement le 23 août à Augsbourg.

#### Principale
- (de) Jürgen Angelow, Der Deutsche Bund, Darmstadt, Wissenschaftliche Buchgesellschaft, 2003, 171 p. (ISBN 3-534-15152-6)
- (de) Jürgen Angelow, Von Wien nach Königgrätz – Die Sicherheitspolitik des Deutschen Bundes im europäischen Gleichgewicht 1815–1866, Munich, Oldenbourg, 1996, 418 p. (ISBN 3-486-56143-X)
- (de) Manfred Botzenhart, Reform, Restauration, Krise. Deutschland 1789–1847, Francfort-sur-le-Main, Suhrkamp, 1985, 171 p. (ISBN 3-518-11252-X)
- (de) Harm-Hinrich Brandt (de), Deutsche Geschichte 1850–1870 – Entscheidung über die Nation, Stuttgart, Kohlhammer, 1999, 273 p. (ISBN 3-17-009412-2)
- (de) Peter Burg (de), Der Wiener Kongress : der deutsche Bund im europaïschen Staatensystem, Munich, DTV, 1993, 200 p. (ISBN 3-423-04501-9)
- (de) Wolfram Fischer, Jochen Krengel et Jutta Wietog, Sozialgeschichtliches Arbeitsbuch, t. 1 : Materialien zur Geschichte des Deutschen Bundes 1815–1870, Munich, C.H. Beck, 1982, 254 p. (ISBN 3-406-04023-3)
- (de) Werner Frotscher (de) et Bodo Pieroth (de), Verfassungsgeschichte, Munich, C.H. Beck, 2005
- (de) Wolf D. Gruner (de): Der Deutsche Bund: 1815–1866. Beck, München 2010,  (ISBN 978-3-406-58795-5).
- (de) Wolfgang Hardtwig (de), Vormärz. Der monarchische Staat und das Bürgertum, Munich, DTV, 1985 (ISBN 3-423-04502-7)
- (de) Jürgen Kocka, Arbeitsverhältnisse und Arbeiterexistenzen. Grundlagen der Klassenbildung im 19. Jahrhundert, Bonn, Dietz, 1990, 722 p. (ISBN 3-8012-0153-8)
- (de) Jochen Lengemann, Das Deutsche Parlament (Erfurter Unionsparlament) von 1850. Ein Handbuch : Mitglieder, Amtsträger, Lebensdaten, Fraktionen, Munich, Urban & Fischer, 2000, 447 p. (ISBN 3-437-31128-X)
- (de) Jürgen Müller (de), Deutscher Bund und deutsche Nation 1848–1866, Gœttingue, Vandenhoeck & Ruprecht, 2005, 637 p. (ISBN 3-525-36064-9)
- (de) Thomas Nipperdey, Deutsche Geschichte 1800–1866. Bürgerwelt und starker Staat, Munich, C.H. Beck, 1998, 2671 p. (ISBN 3-406-44038-X)
- (de) Toni Pierenkemper (de), 'Gewerbe und Industrie im 19. und 20. Jahrhundert, Munich, Oldenbourg, 1994 (ISBN 3-486-55015-2)
- (de) Volker Press (de): Altes Reich und Deutscher Bund. Kontinuität in der Diskontinuität (= Schriften des Historischen Kollegs (de). Vorträge, Band 28). Stiftung Historisches Kolleg, München 1995 (Digitalisat).
- (de) Theodor Schieder, Vom Deutschen Bund zum Deutschen Reich, Munich, DTV, 1975, 226 p. (ISBN 3-423-04215-X)
- (de) Wolfram Siemann, Gesellschaft im Aufbruch. Deutschland 1849–1871, Francfort-sur-le-Main, Suhrkamp, 1990, 354 p. (ISBN 3-518-11537-5)
- (de) Wolfram Siemann, Vom Staatenbund zum Nationalstaat. Deutschland 1807–1871, Munich, C.H. Beck, 1995, 488 p. (ISBN 3-406-30819-8, lire en ligne)
- (de) Hans-Ulrich Wehler, Bürger, Arbeiter und das Problem der Klassenbildung 1800–1870, Munich, C.H. Beck, coll. « Aus der Geschichte lernen? Essays », 1988, 323 p. (ISBN 3-406-33001-0), p. 161–190
- (de) Hans-Ulrich Wehler, Deutsche Gesellschaftsgeschichte, Von der Reformära bis zur industriellen und politischen Deutschen Doppelrevolution 1815–1845/49, t. 2, Munich, C.H. Beck, 1987, 914 p. (ISBN 3-406-32262-X, lire en ligne)

#### Avancée
- (de) Herbert Obenaus, Anfänge des Parlamentarismus in Preussen bis 1848, Dusseldorf, Droste Verl., 1984, 815 p. (ISBN 3-7700-5116-5)

## Crédits
- (de) Cet article est partiellement ou en totalité issu de l’article de Wikipédia en allemand intitulé « Deutscher Bund » (voir la liste des auteurs).